# البعثة الإمبراطورية العابرة للقارة القطبية الجنوبية

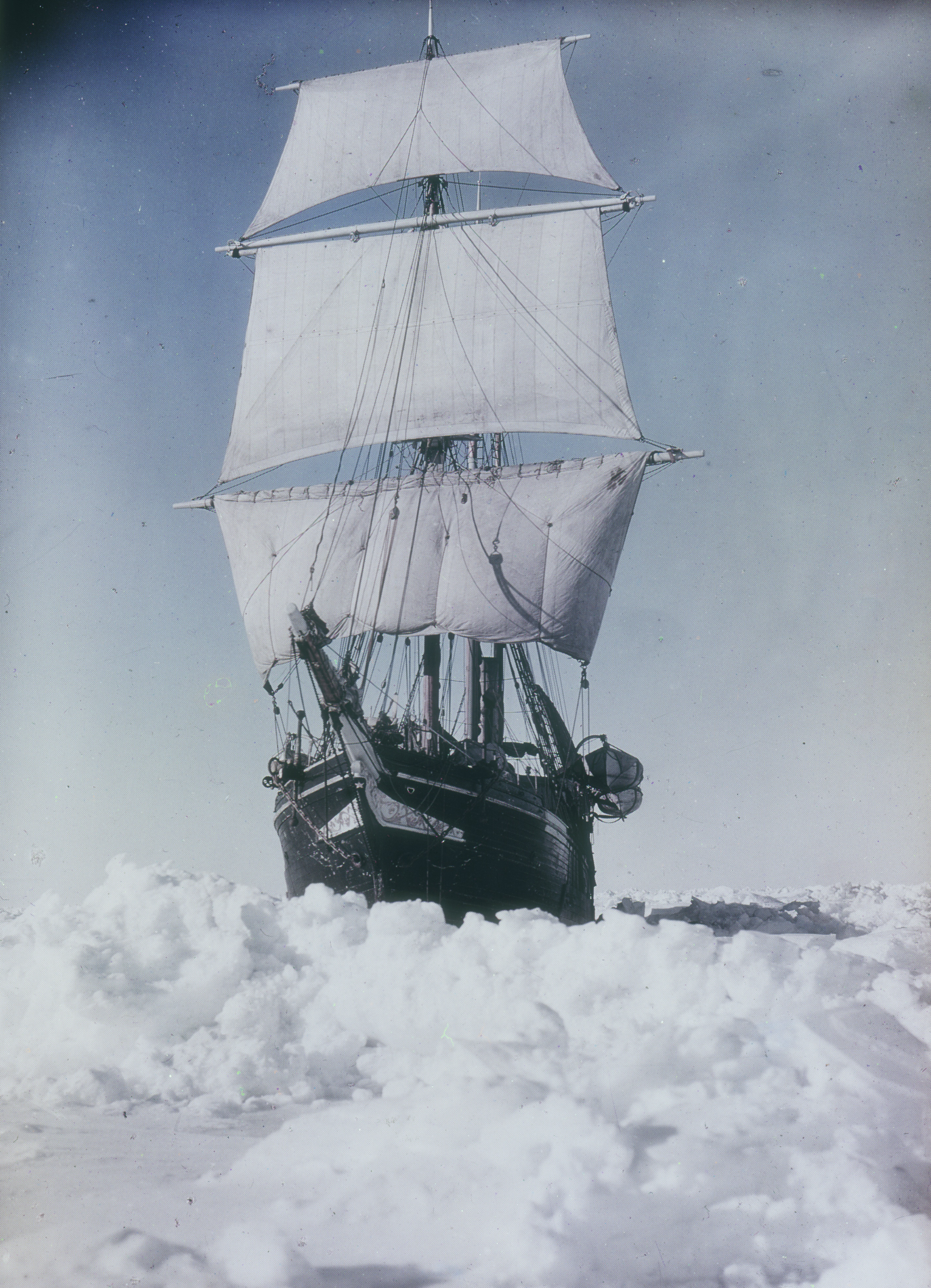
السفينة إنديورانس في رحلتها عبر المحيط المتجمد الجنوبي، ح. 1915، تصوير فرانك هيرلي.

البعثة الإمبراطورية العابرة للقارة القطبية الجنوبية خلال الفترة من 1914 إلى 1917 هي آخر بعثة استكشافية كبرى في العصر البطولي لاستكشاف القطب الجنوبي. وكانت هذه البعثة التي رتب لها السير إرنست شاكلتون محاولةً للقيام بأول عبور بري للقارة القطبية الجنوبية. فبعد البعثة التي قادها روال أموندسن في عام 1911 إلى القطب الجنوبي، ظل هذا الاِجتياز، على حد تعبير شاكلتون، «الهدف الرئيس الوحيد لرحلات القطب الجنوبي». وقد فشلت بعثة شاكلتون في تحقيق هذا الهدف، بيدَ أنها أصبحت معروفة بأنها إنجاز ملحمي ومثال تاريخي للقدرة على التحمل.
شارك شاكلتون في القطب الجنوبي ضمن بعثة استكشافية من عام 1901 إلى 1904، وقاد بعثة نمرود من عام 1907 حتى عام 1909، وفي هذه المغامرة الجديدة، اقترح شاكلتون الإبحار إلى بحر ودل، وإنزال فريق مهمة تسهيل الإنزال على الشاطئ بالقرب من خليج فاهسل، استعدادًا لمسيرة عابرة للقارة عبر القطب الجنوبي إلى بحر روس، وأثناء ذلك، أقامت إحدى الفرق الداعمة، معسكرًا في ماكموردو ساوند، وأقامت من هناك سلسلة من مستودعات الإمداد عبر جرف روس الجليدي حتى سفح نهر بيردمور الجليدي، وكانت هذه المستودعات ضرورية لبقاء الفريق العابر للقارة على قيد الحياة حيث لم تكن المجموعة قادرة على حمل المُؤن الكافية للعبور بأكمله، وتطلبت البعثة سفينتين: إنديورانس بقيادة شاكلتون لفريق بحر ودل، وأورورا بقيادة إينيس ماكنتوش لفريق بحر روس.
حُوصرت سفينة إنديورانس في جليد بحر ودل قبل أن تصل إلى خليج فاهسل، وانجرفت شمالًا وعلقت في جليد غطائي في القارة القطبية الجنوبية طوال شتاء عام 1915. وفي النهاية، سُحقت السفينة وغرقت وجنحت إلى الجليد وعلى متنها 28 رجلًا. وبعد قضاء شهور في المعسكرات المؤقتة مع استمرار انحراف الجليد شمالًا، استقل الفريق قوارب النجاة للوصول إلى جزيرة إليفانت غير المأهولة، ثم استخدم شاكلتون وخمسة آخرون قاربًا مفتوحًا برحلة طولها 800 ميل (1300 كم) في رحلة الجيمس كايرد للوصول إلى جورجيا الجنوبية، ومن هناك، تمكن شاكلتون في النهاية من إنقاذ الرجال المنتظرين في جزيرة إليفانت وإعادتهم إلى منازلهم دون خسائر في الأرواح.
على الجانب الآخر من القارة، تغلب فريق بحر روس على مصاعب كبيرة لإنجاز مهمته. واندفعت السفينة أورورا من مراسيها أثناء عاصفة، ولم تتمكن من العودة، تاركة فريق مهمة تسهيل الإنزال على الشاطئ محاصرًا بدون إمدادات أو معدات مناسبة، ومع ذلك، أُقيمت المستودعات وفُقد ثلاثة أشخاص قبل إنقاذ الفريق في النهاية.

## الاستعدادات

### المنشأ

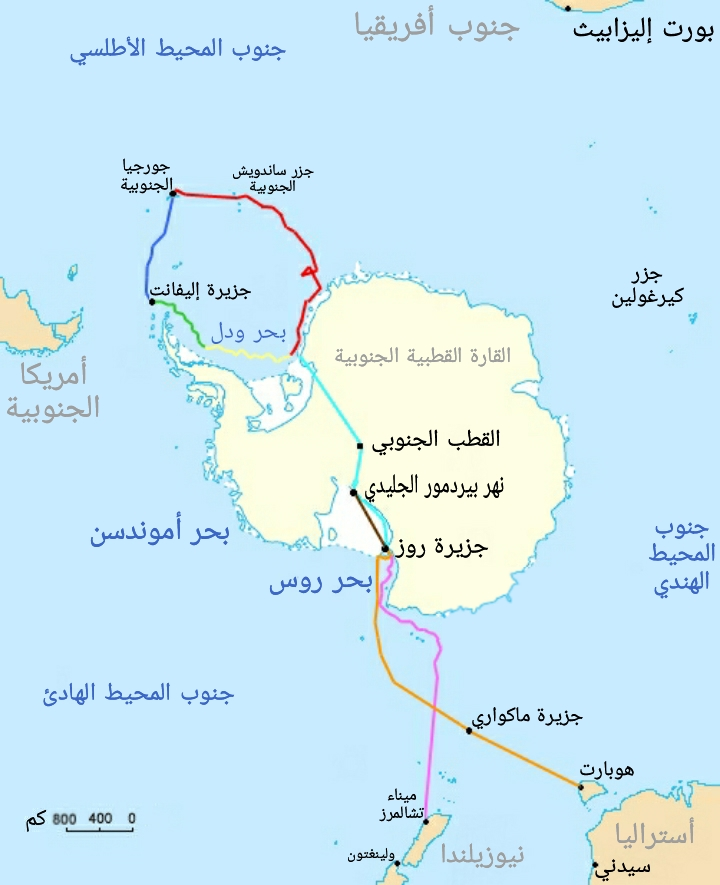
رحلة سفينة إنديورانس
انجراف سفينة إنديورانس في جليد غطائي
انجراف جليد البحر بعد غرق سفينة إنديورانس
رحلة قارب جيمس كايرد
المسار المخطط له عبر القارة القطبية الجنوبية
رحلة أورورا إلى القارة القطبية الجنوبية
تراجع أورورا
مسار مستودع الإمداد

على الرغم من الإشادة العامة بإنجازات إرنست شاكلتون بعد بعثة نمرود 1907-1909، لم يكن المُستكشف مستقرًا، وأصبح، على حد تعبير رائد التزلج البريطاني السير هاري بريتين، «شخصًا متقلبًا بعض الشيء». بحلول عام 1912، اعتمدت خططه المستقبلية في القطب الجنوبي على نتائج بعثة تيرا نوفا بقيادة البحار روبرت فالكون سكوت، والتي غادرت كارديف في يوليو 1910، وعلى البعثة النرويجية المتزامنة بقيادة رولد أموندسن. وصلت أخبار غزو أموندسن للقطب الجنوبي إلى شاكلتون في 11 مارس 1912، ورد عليها بقوله: «اكتشاف القطب الجنوبي لن يكون نهاية استكشاف القارة القطبية الجنوبية». وأضاف قائلًا: «إن العمل التالي هو القيام ببعثة عابرة للقارة من البحر إلى البحر عبر القطب». لقد كان على دراية بأن الآخرين كانوا في الميدان يسعون وراء تحقيق هذا الهدف.
وفي 11 ديسمبر 1911، أبحرت بعثة ألمانية بقيادة فيلهلم فيلتشنر من جورجيا الجنوبية، بهدف التوغل في عمق بحر ودل وإنشاء قاعدة يمكن من خلالها عبور القارة إلى بحر روس. وفي أواخر عام 1912، عاد فيلتشنر إلى جورجيا الجنوبية، بعد أن فشل في عملية الإنزال وإقامة قاعدته هناك، ومع ذلك، أشار شاكلتون في تقاريره بشأن مواقع الإنزال المحتملة في خليج فاهسل، عند خط عرض 78 درجة تقريبًا، كما أدرجها في خطط بعثاته المتطورة.
وصلت أخبار وفاة سكوت ورفاقه لدى عودتهم من القطب الجنوبي إلى لندن في فبراير 1913، وفي ظل هذه الأخبار الحزينة، بدأ شاكلتون الاستعدادات لرحلته المقترحة، وطلب دعمًا ماليًّا وعمليًّا من أشخاص آخرين من بينهم تريغف غران من بعثة سكوت، ورئيس الوزراء السابق أرشيبالد بريمروز، لكنه لم يتلقَ أي مساعدة من أي منهما. كان غران مراوغًا، وكان بريمروز فظًا: «لن أنفق فلسًا واحدًا في أي رحلة تتعلق بالقطبين».
ومع ذلك، حصل شاكلتون على الدعم من ويليام سبيرز بروس، قائد البعثة الإسكتلندية الوطنية إلى القطب الجنوبي خلال الفترة من 1902 إلى 1904، والذي كان لديه خطط غير معلنة لعبور القطب الجنوبي منذ عام 1908 لكنه تخلى عن المشروع بسبب نقص الأموال. كان بروس كريمًا مع شاكلتون حيث سمح له بتبني خططه، على الرغم من أن المخطط النهائي الذي أعلنه شاكلتون لم يستعن بمخططات بروس إلا بالقليل، وفي 29 ديسمبر 1913، بعد الحصول على أول وعد بالدعم المالي في شكل منحة قدرها 10000 جنيه إسترليني من الحكومة البريطانية، أعلن شاكلتون عن خططه في رسالة إلى صحيفة التايمز.

### خطة شاكلتون
أطلق شاكلتون على بعثته الجديدة اسم البعثة الإمبراطورية العابرة للقارة القطبية الجنوبية؛ لأنه شعر «أنَّ الاستعداد للمساعدة في تنفيذ برنامج البعثة لن يتوقف على سكان هذه الجزر فحسب، وإنما يمتد ليشمل أقاربنا في جميع الأراضي الواقعة ضمن الاتحاد». ولإثارة اهتمام الجمهور، أصدر شاكلتون برنامجًا تفصيليًّا في وقت مبكر من عام 1914، وكان من المقرر أن تتكون البعثة من فريقين وسفينتين، فريق بحر ودل والذي سيبحر على متن سفينة إنديورانس ويستمر في رحلته حتى منطقة خليج فاهسيل حيث ينزل 14 رجلاً من بينهم ستة بقيادة شاكلتون لتشكيل الفريق العابر للقارة. وتقوم هذه المجموعة، والتي تضم 69 كلبًا وزلاجتين بمحرّكات ومعدات تمثل «كل ما يمكن أن تتطلبه تجربة القائد ومستشاروه الخبراء»، برحلة لمسافة 1,800 ميل (2,900 كـم) حتى بحر روس، ويقوم أعضاء فريق مهمة تسهيل الإنزال على الشاطئ الثمانية المتبقون بإجراء الأعمال العلمية، ويذهب ثلاثة منهم إلى جراهام لاند، وثلاثة إلى إندربي لاند ويظل اثنان في معسكر القاعدة.
يقيم فريق بحر روس قاعدته في ماكموردو ساوند على الجانب الآخر من القارة، وبعد إتمام عملية الإنزال، يعمل الفريق على إقامة مستودعات على طريق الطرف العابر للقارة حتى نهر بيردمور الجليدي، على أمل أن يلتقوا بهذا الفريق هناك ويساعدوه في المأوى، كما يقوم أيضًا بتدوين ملاحظات جيولوجية وغيرها.

### الجوانب المالية

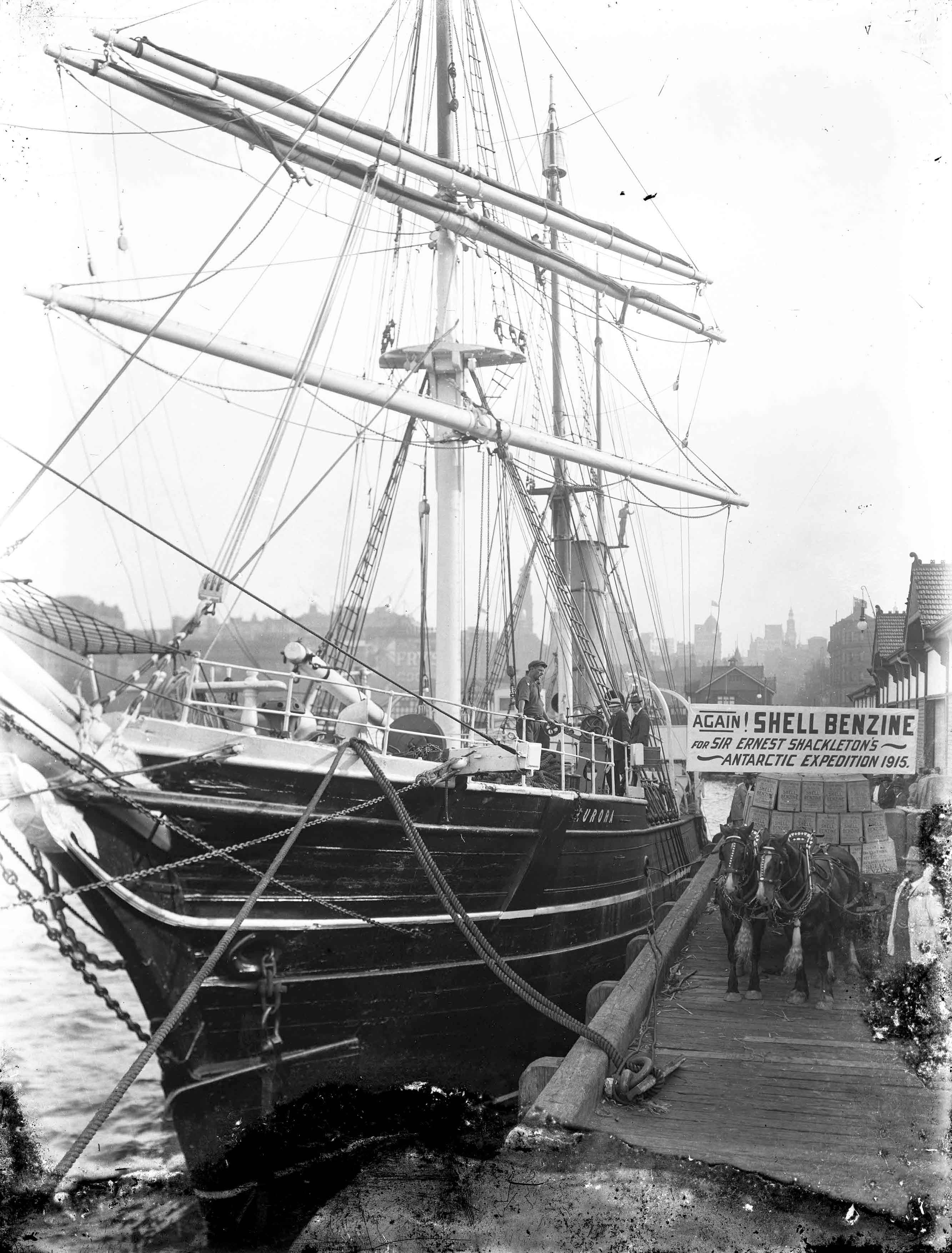
رعاية الشركات للبعثة الاستكشافية، وتحميل سفينة أورورا بالبارافين الذي توفره شركة شل.

قدَّر شاكلتون أنه سيحتاج إلى 50٫000 جنيه إسترليني (بما يعادل حاليا 4,834,000 جنيه إسترليني) لتنفيذ خطته بأبسط شكل ممكن. ولم يؤمن بمناشدة الجمهور: «(فهم) يسببون مشاكل لا نهاية لها بشأن ضبط الحسابات» حسب اعتقاده. وكانت طريقته المختارة في جمع التبرعات تتمثل في طلب المساهمات من الداعمين الأثرياء، وقد بدأ هذه العملية في وقت مبكر من عام 1913 مع تحقيق نجاح بسيط في البداية. وجاء أول تشجيع كبير في ديسمبر 1913 عندما عرضت عليه الحكومة البريطانية 10000 جنيه إسترليني بشرط أن يتمكن من جمع مبلغ معادل من مصادر خاصة، وبالنسبة للجمعية الجغرافية الملكية، التي لم يتوقع منها شيئًا، فقد أعطته 1000 جنيه إسترليني وفقًا لما ذكره هونتفورد، وقد أبلغها شاكلتون، في لفتة كريمة من جانبه، بأنه سيحتاج فقط إلى نصف هذا المبلغ. ودفع اللورد بريمروز، الذي سبق وأن أعرب عن عدم اهتمامه بالبعثات القطبية، 50 جنيهًا إسترلينيًا.
في فبراير 1914، ذكرت صحيفة نيويورك تايمز أن الكاتب المسرحي جيمس ماثيو باري، وهو صديق مقرب لسكوت، والذي أصبح منافسًا لشاكلتون في وقت متأخر من حياته المهنية، قد تبرع سرًا بمبلغ 50٫000 دولار (حوالي 10٫000 جنيه إسترليني)، ومع اقتراب نفاد الوقت، تأمنت المساهمات في النهاية خلال النصف الأول من عام 1914، وقدم دودلي دوكر من شركة برمنغهام للأسلحة الصغيرة 10٫000 جنيه إسترليني، وقدمت وريثة التبغ الثرية جانيت ستانكومب ويلز مبلغًا «سخيًا» (لم يُكشف عنه)، وفي يونيو، تبرع رجل الصناعة الإسكتلندي السير جيمس كي كيرد بمبلغ 24٫000 جنيه إسترليني (بما يعادل حاليا 2,320,000 جنيه إسترليني)، وصرح شاكلتون لصحيفة مورننغ بوست «أن هذه الهبة العظيمة قد أزاحت عن كاهلي القلق كله».
وأصبح لدى شاكلتون الآن المال للمضي قدمًا. وقد اشترى بمبلغ 14٫000 جنيه إسترليني (بما يعادل حاليًا 1,350,000 جنيه إسترليني)، سفينة شراعية تزن 300 طن اسمها بولاريس، والتي بنيت للمستكشف البلجيكي أدريان دي جيرلاش للقيام برحلة استكشافية إلى جزيرة سبيتسبرغن، لكن هذا المخطط فشل وأصبحت السفينة متاحة لشاكلتون، الذي غير اسمها إلى «إنديورانس»، مما يعكس شعار عائلته، «بالقدرة على التحمل ننتصر». كما اشترى أيضًا بمبلغ 3,200 جنيه إسترليني (بما يعادل حاليًا 309,000 جنيه إسترليني) سفينة بعثة دوغلاس موسون الاستكشافية وأطلق عليها أورورا، والتي كانت تقف في جزيرة تسمانيا في مدينة هوبارت، وأصبحت هذه السفينة فيما بعد سفينة فريق بحر روس.
لم يجرِ التأكد من مقدار الأموال التي جمعها شاكلتون لتغطية التكاليف الإجمالية للبعثة الاستكشافية (والتي قدرتها صحيفة ديلي ميل لاحقًا بنحو 80٫000 جنيه إسترليني)، نظرًا لأن حجم تبرع ستانكومب ويلز غير معروف. وكان المال هو المشكلة الدائمة لشاكلتون الذي قام، كإجراء اقتصادي، بخفض التمويل المخصص لفريق بحر روس إلى النصف، وهذه الحقيقة اكتشفها قائد الفريق إينيس ماكينتوش فقط عندما وصل إلى أستراليا لتولي مهامه، اضطر ماكينتوش إلى المساومة والمطالبة بالمال والإمدادات لجعل نصيبه من الحملة مناسبًا. ومع ذلك، أدرك شاكلتون إمكانات تحقيق الدخل من البعثة، فباع الحقوق الصحفية الحصرية لصحيفة ديلي كرونيكل، وأنشأ رابطة أفلام إمبريال ترانس أنتاركتيكا للاستفادة من حقوق الفيلم.

## أفراد البعثة

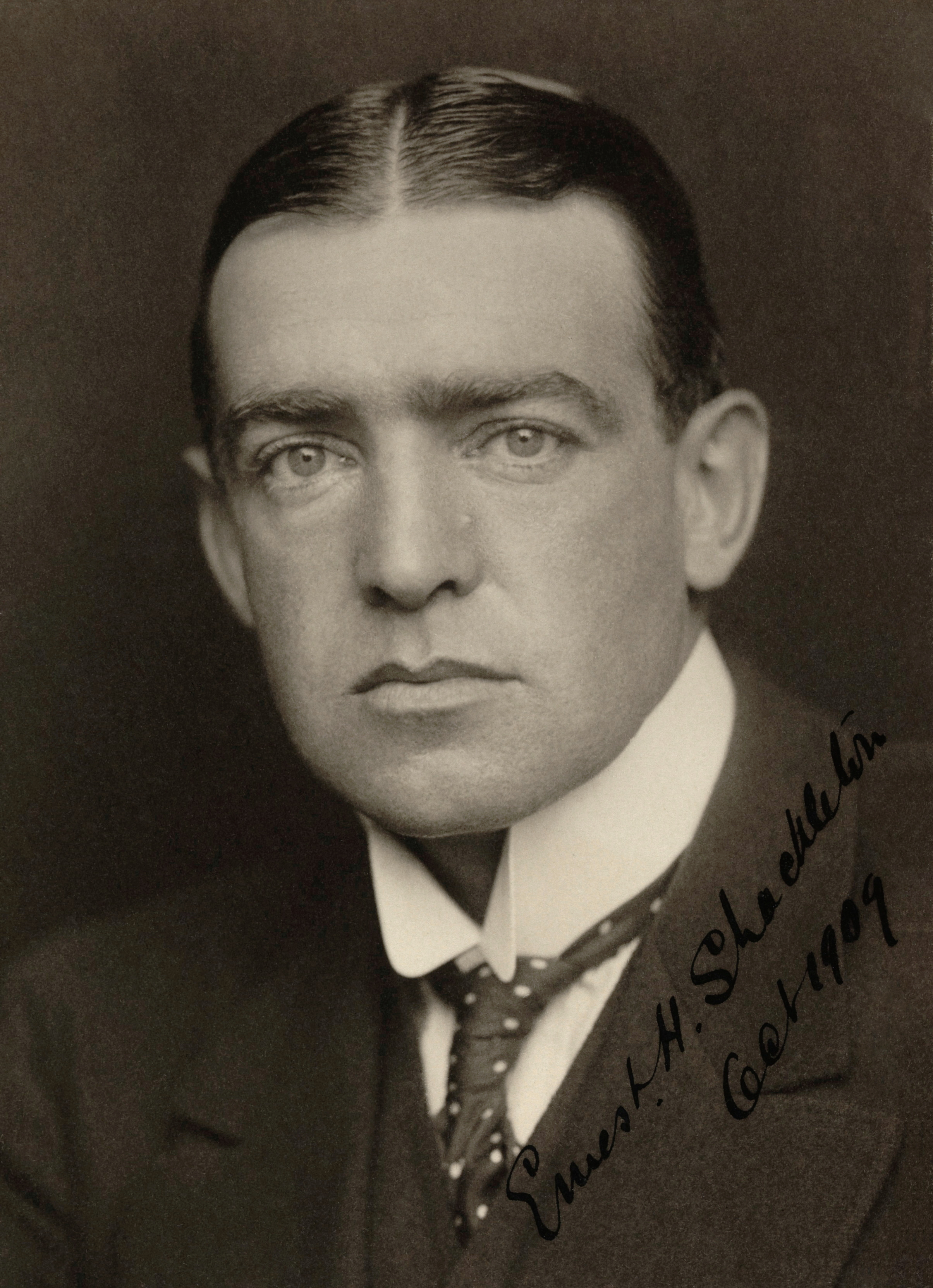
إرنست شاكلتون، قائد البعثة الإمبراطورية العابرة للقارة القطبية الجنوبية

وفقًا للقصة المشهورة، نشر شاكلتون إعلانًا في صحيفة لندن، قال فيه: «الرجال أرادوا رحلة محفوفة بالمخاطر. أجور منخفضة، وبرد قارس، وساعات طويلة من الظلام الدامس. عودة آمنة مشكوك فيها. تكريم وتقدير في حال النجاح.» أثبتت عمليات البحث عن الإعلان الأصلي أنها غير ناجحة وتعدّ القصة بشكل عام ملفقة. تلقى شاكلتون أكثر من 5,000 طلب للحصول على أماكن في البعثة، بما في ذلك رسالة من «ثلاث فتيات رياضيات» اقترحن «أنهن سيرتدين الملابس الرجالية بكل رحابة وسعة صدر» إذا كان ارتداء الملابس النسائية غير مريح.
وفي النهاية، قلص عدد طواقم فريقي البعثة إلى 28 فردًا، بما في ذلك ويليام باكويل، الذي انضم إلى السفينة في بوينس آيرس، وصديقه بيرس بلاكبورو، الذي اختبأ على ظهر السفينة عندما رُفض طلبه؛ وغيرهما من التعيينات التي التحقت في اللحظة الأخيرة بفريق بحر روس في أستراليا، وكان أحد أفراد الطاقم المؤقتين السير دانيال غوتش، حفيد رائد السكك الحديدية الشهير دانيال غوتش، الذي اشترك لمساعدة شاكلتون كمدرب كلاب في اللحظات الأخيرة وقام بالتسجيل نظير الحصول على أجر بحار متمرس. وافق غوتش على الإبحار على ظهر سفينة إنديورانس إلى جورجيا الجنوبية.
واختار شاكلتون فرانك وايلد الذي كان معه في كل من بعثتي ديسكفري ونمرود، وكان أحد أفراد فريق أقصى جنوب الأرض عام 1909 ليكون نائب القائد، وكان وايلد عائدًا لتوه من بعثة موسون الأسترالية إلى القارة القطبية الجنوبية، كان شاكلتون يريد أن يقوم جون كينغ ديفيس، الذي تولى قيادة أورورا خلال البعثة الأسترالية للقارة القطبية الجنوبية، بقيادة سفينة إنديورانس، لكن ديفيس رفض معتقدًا أنَّ المغامرة «محكوم عليها بالفشل مسبقًا» لذلك ذهب التعيين إلى فرانك ورسلي، الذي ادعى أنَّه تقدم إلى البعثة بعد أن رآها في المنام. حصل توم كرين، الحائز وسام ألبرت لإنقاذ حياة الملازم إدوارد إيفانز في بعثة تيرا نوفا، على إجازة من البحرية الملكية للموافقة على العمل في منصب الضابط الثاني في سفينة إنديورانس، وكان ألفريد شيتهام صاحب الخبرة في القطب الجنوبي هو الضابط الثالث، وعُين ملاحان خبيران ممن شاركوا في بعثة نمرود في فريق بحر روس، هما: ماكينتوش، الذي تولى القيادة، وإرنست جويس. وكان شاكلتون يأمل أن تُجهز سفينة أورورا بطاقم بحري وطلب من الأميرالية ضباطًا ورجالًا، ولكنَّ طلبه جوبه بالرفض. وبعد الإلحاح في قضيته، مُنح شاكلتون ضابطًا واحدًا من مشاة البحرية الملكية وهو الكابتن توماس أوردي ليس، الذي كان مشرفًا على التدريب البدني في مركز تدريب مشاة البحرية.
يتكون الطاقم العلمي المصاحب لسفينة إنديورانس من ستة مرافقين منهم جرَّاحان، هما ألكسندر ماكلين وجيمس ماكلروي؛ وجيمس وردي وهو عالم جيولوجي؛ وروبرت كلارك، عالم أحياء؛ وريغنالد وليام جيمس، فيزيائي؛ وليونارد هاسي، عالم أرصاد جوية، الذي قام في النهاية بإعداد حساب بعثة شاكلتون إلى القطب الجنوبي. وتولى المصور فرانك هيرلي والفنان جورج مارستون مسؤولية التوثيق المرئي للبعثة، وجرى التعجيل بإنهاء التشكيل النهائي لفريق بحر روس. واستقال بعض الذين غادروا بريطانيا متوجهين إلى أستراليا للانضمام إلى سفينة أورورا قبل مغادرتها إلى بحر روس، وكان التشكيل الكامل للطاقم لم يتأكد حتى اللحظة الأخيرة. أما داخل الفريق، فكان فقط لدى ماكنتوش وجويس خبرة سابقة في القطب الجنوبي، حيث فقد ماكنتوش إحدى عينيه بسبب حادثة وقعت أثناء بعثة نمرود وعاد إلى الديار قبل الموعد المقرر.

## البعثة

### فريق بحر ودل

#### رحلة عبر الجليد

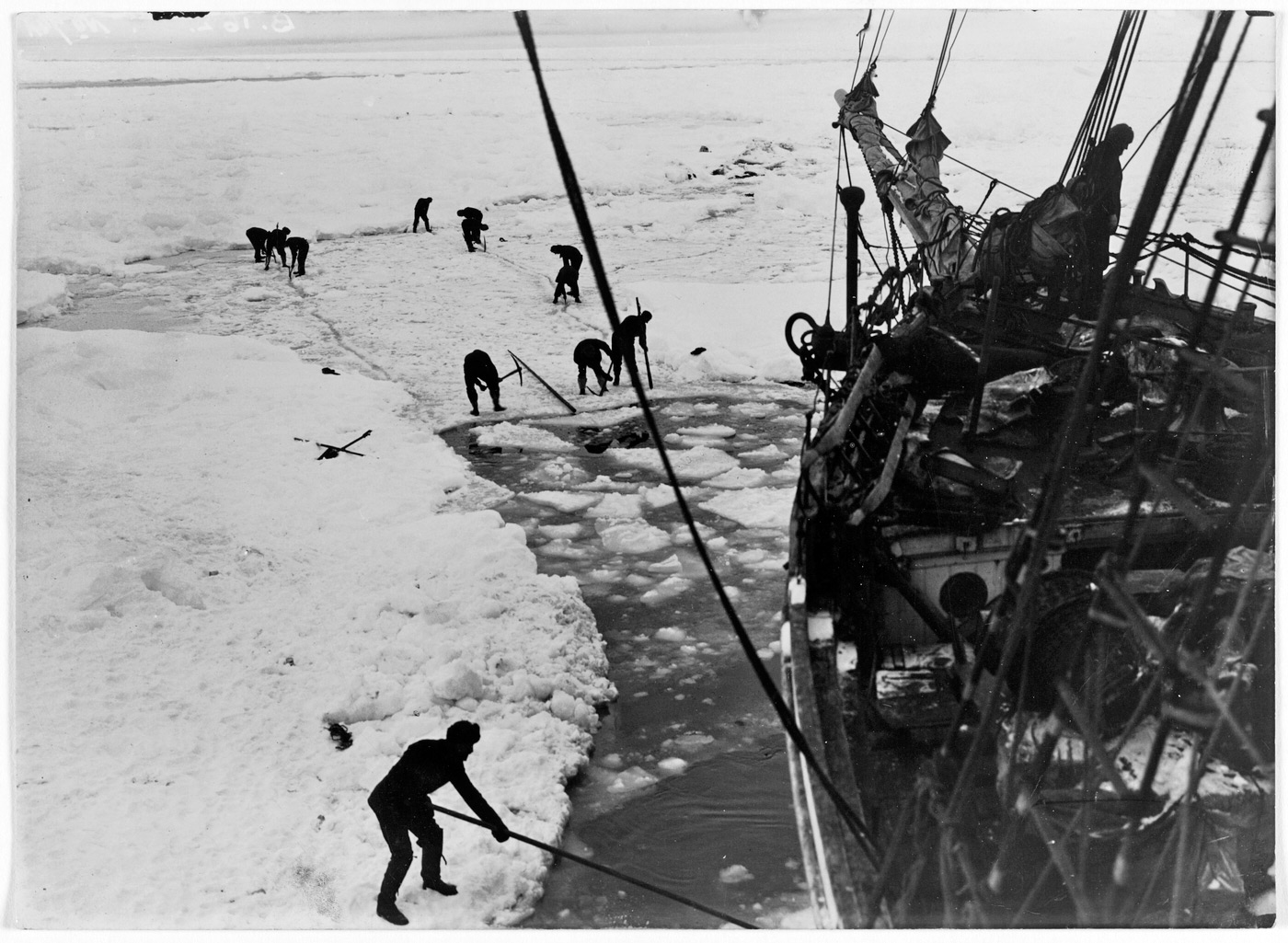
أفراد الطاقم معهم أدوات حفر يزيلون الجليد المحيط ببدن السفينة، مما يؤدي إلى خلق بركة مياه جليدية

غادرت سفينة إنديورانس، بدون شاكلتون (الذي اعتقل في إنجلترا بسبب أعمال البعثة)، مدينة بليموث في 8 أغسطس 1914، متجهة أولاً إلى بوينس آيرس، وهنا انضم شاكلتون إلى البعثة مرة أخرى حيث سافر على متن سفينة أسرع، كما استقل السفينة هيرلي وباكويل والراكب المتسلل بلاكبورو، بينما غادر السفينة العديد من الأفراد أو أُقيلوا. في 26 أكتوبر، أبحرت السفينة إلى جنوب المحيط الأطلسي ووصلت إلى جورجيا الجنوبية في 5 نوفمبر. كانت نية شاكلتون الأصلية العبور في الموسم الأول 1914-1915. وعلى الرغم من أنه سرعان ما أدرك عدم إمكانية ذلك من الناحية العملية، إلا أنه لم يبلغ ماكنتوش وفريق بحر روس بتغيير خطته. ووفقًا لما ذكره مراسل جريدة ديلي كرونيكل، إرنست بيريس، لم يكن من المقرر إرسال برقية إلى ماكنتوش.
وبعد توقف دام لمدة شهر في محطة غريتفيكن لصيد الحيتان، غادرت سفينة إنديورانس إلى القطب الجنوبي في 5 ديسمبر. وبعد يومين، كان شاكلتون مضطرًا لمواجهة جليد غطائي في أقصى الشمال عند 57-26 درجة جنوبًا، مما أجبر السفينة على المناورة. وخلال الأيام التالية، كان هناك المزيد من التصارع مع الجليد الغطائي الذي كان كثيفًا في 14 ديسمبر بما يكفي لإيقاف السفينة لمدة 24 ساعة. وبعد ثلاثة أيام، توقفت السفينة مرة أخرى. علَّق شاكلتون قائلًا: «كنت مستعدًا للظروف السيئة في بحر ودل لكنني كنت آمل أن يكون الجليد الغطائي سائبًا. ما كنا نواجهه كان جليدًا غطائيًّا كثيفًا إلى حد ما ذي طابع عنيد للغاية».
كان تقدم سفينة إنديورانس بطيئًا بشكل محبط حتى 22 ديسمبر حيث تمكن الفريق في هذا التاريخ من فتح مساحات وتمكنت السفينة من مواصلة السير نحو الجنوب بثبات. استمر هذا الوضع على مدار الأسبوعين التاليين وتعمق الفريق في بحر ودل. كما أدت التأخيرات الإضافية إلى إبطاء التقدم بعد نهاية العام قبل أن يؤدي السير الطويل جنوبًا خلال 7-10 يناير 1915 إلى اقترابهم من الجدران الجليدية التي يبلغ ارتفاعها 100 قدم (30 مترًا) والتي كانت تحيط بالمنطقة الساحلية في القطب الجنوبي في كوتس لاند. اكتُشِفَت هذه المنطقة وأطلق عليها هذه التسمية ويليام سبيرز بروس عام 1904 أثناء البعثة الاستكشافية الإسكتلندية الوطنية إلى القطب الجنوبي، وفي 15 يناير، اقتربت سفينة إنديورانس من كتلة جليدية كبيرة، شكلت حافتها خليجًا بدا مكانًا جيدًا لعملية الإنزال، ومع ذلك، رأى شاكلتون أنه لا تزال توجد مسافة كبيرة جدًا شمال خليج فاهسيل للقيام بعملية الإنزال «إلا تحت ضغط الضرورة» وهو القرار الذي ندم عليه لاحقًا. في 17 يناير، وصلت السفينة إلى خط عرض 76-27 درجة جنوبًا، حيث كان من الممكن تمييز الأرض بشكل ضعيف. أطلق شاكلتون عليها اسم ساحل كيرد، على اسم داعمه الرئيس، أجبر الطقس السيئ السفينة على الاحتماء بجبل جليدي عالق.
أصبحت سفينة إنديورانس الآن قريبة من ساحل ليوتبولد، التي اكتشفها فيلتشنر عام 1912، وفي الطرف الجنوبي منها تقع وجهتهم المقصودة خليج فاهسل. في اليوم التالي، اضطرت السفينة إلى السير في اتجاه الشمال الغربي لمسافة 14 ميلًا (23 كم)، وواصلت السير في الاتجاه الجنوبي بشكل عام قبل أن تتوقف تمامًا. كان الموقع عند 76-34 درجة جنوبًا و31-30 درجة غربًا. بعد عشرة أيام من التوقف، أُطفئت محركات سفينة إنديورانس لتوفير الوقود، وبذل الفريق جهودًا مضنية لتحرير السفينة، وفي 14 فبراير، أمر شاكلتون الرجال بالجلوس على الجليد ومعهم إزميل جليد ومثقاب ومناشير ومعاول في محاولة لفتح ممر للعبور لكنَّ العمل أثبت عدم جدواه. لم يفقد شاكلتون الأمل في التحرر في هذه المرحلة لكنه كان يفكر الآن في «إمكانية الاضطرار إلى قضاء فصل الشتاء في أحضان الغطاء الجليدي القاسي».

#### انجراف سفينة إنديورانس

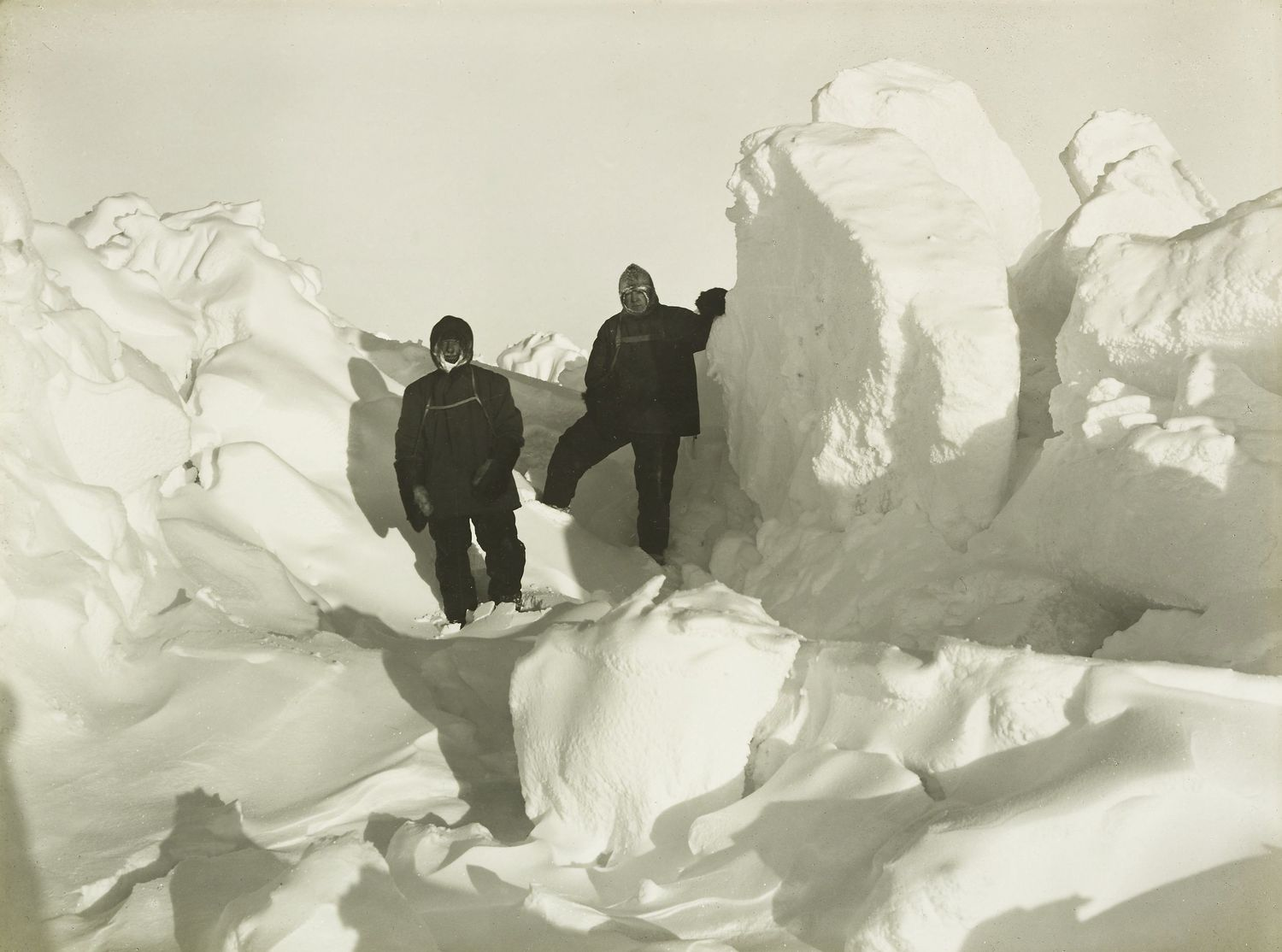
شاكلتون ووايلد بين الجليد المنضغط في الجليد الغطائي

في 21 فبراير 1915، انجرفت سفينة إنديورانس إلى أقصى خط عرض جنوبي عند 76-58 درجة جنوبًا، وكانت لا تزال عالقة. بعد ذلك، بدأت تتحرك مع الجليد الغطائي في اتجاه الشمال. وفي 24 فبراير، أدرك شاكلتون أنهم سيعلقون في الجليد طوال فصل الشتاء وأمر بالتخلي عن البرنامج اليومي للسفينة. أُخذت الكلاب من على متن السفينة وأُويت في بيوت كلاب من الجليد، وحُول الجزء الداخلي من السفينة إلى مساكن شتوية مناسبة لمجموعات مختلفة من الرجال منهم الضباط والعلماء والمهندسون والبحارة. وشُغل جهاز لاسلكي، لكن موقعه كان بعيدًا جدًا عن استقبال الإشارات أو نقلها.
كان شاكلتون على علم بالمثال الأخير لسفينة فيلتشنر الألمانية، والتي أصبحت مغطاة بالجليد في نفس المنطقة المجاورة قبل ثلاث سنوات. بعد فشل محاولات فيلتشنر لإنشاء قاعدة برية في خليج فاهسل، حوصرت سفينته في 6 مارس 1912 على بعد حوالي 200 ميل (320 كم) قبالة ساحل كوتس لاند. وبعد ستة أشهر، عند خط عرض 63-37 درجة، تحررت السفينة ثم أبحرت إلى جورجيا الجنوبية ولم يكن ذلك على ما يبدو أسوأ من محنتها. اعتقد شاكلتون أن تجربة مماثلة قد تتيح لإنديورانس القيام بمحاولة ثانية للوصول إلى خليج فاهسل في ربيع القطب الجنوبي التالي.
في فبراير ومارس، كان معدل الانجراف بطيئًا للغاية. وفي نهاية شهر مارس، حسب شاكلتون أن السفينة قد قطعت 95 ميلًا فقط (153 كم) منذ 19 يناير. ومع ذلك، مع حلول فصل الشتاء، زادت سرعة الانجراف وتغيرت حالة الجليد المحيط، وفي 14 أبريل، سجل شاكلتون أن الجليد الغطائي القريب «يتراكم ويطوف مقابل كتل الجليد»، وإذا وقعت السفينة في هذا الاضطراب «فسوف تُسحق مثل قشر البيض». وفي مايو، مع غروب الشمس في أشهر الشتاء، كانت السفينة عند 75-23 درجة جنوبًا و42-14 درجة غربًا ولا تزال تنجرف شمالًا. وستمر أربعة أشهر على الأقل قبل أن يتيح الربيع فرصة فتح الجليد، ولم يكن هناك تأكد من تحرير سفينة إنديورانس في الوقت المناسب لمحاولة العودة إلى منطقة خليج فاهسل، فكر شاكلتون الآن في إمكانية العثور على أرض بديلة للإنزال على الشواطئ الغربية لبحر ودل إذا أمكن الوصول إلى هذا الساحل. وكتب قائلًا «في هذه الأثناء، يجب أن ننتظر».

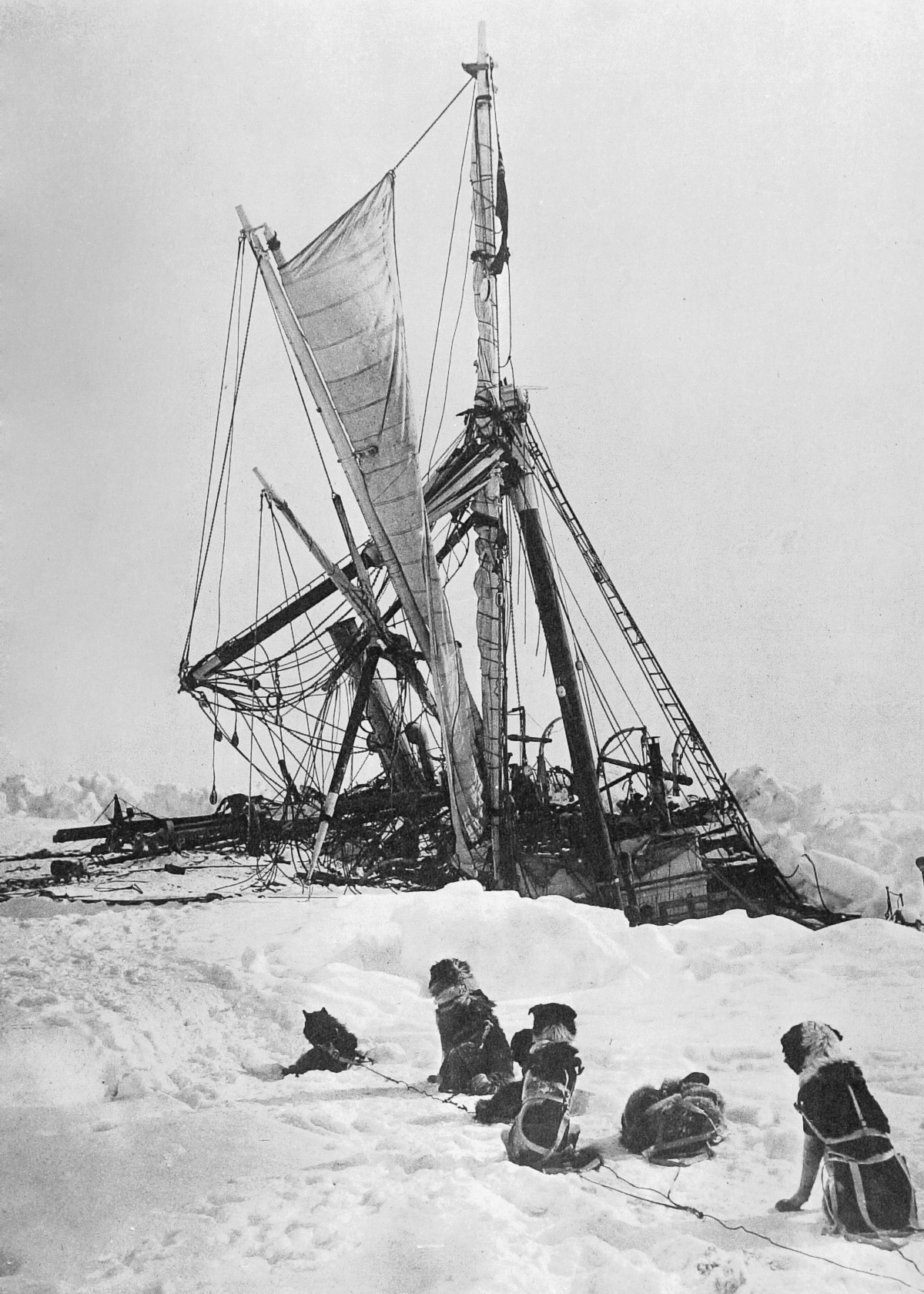
مجموعة من الكلاب تراقب سفينة إنديورانس في المراحل الأخيرة من انجرافها قبل غرقها في قاع بحر ودل بوقت قصير

وفي أشهر الشتاء المظلمة في مايو ويونيو ويوليو، كان شاكلتون مهتمًا بالحفاظ على اللياقة البدنية والتدريب والروح المعنوية. وعلى الرغم من محدودية نطاق النشاط، فقد دُربت الكلاب (وعمل سباقات تنافسية لها في بعض الأحيان)، وشُجع الرجال على المشي في ضوء القمر، وكانت هناك محاولات للأداء المسرحي على متن السفينة. وجرى الاحتفال على النحو الواجب بمناسبات خاصة مثل يوم الإمبراطورية. ظهرت أولى علامات تكسر الجليد في 22 يوليو. وفي 1 أغسطس، ومع قدوم عاصفة جنوبية غربية بها ثلوج كثيفة، بدأت الطافية الجليدية في التفكك حول جميع أنحاء السفينة ودفع الضغط كتل الجليد تحت عارضة السفينة وتسبب في وصول كمية كبيرة إلى الناحية اليسرى للسفينة. كان الموقف محفوفًا بالمخاطر، وكتب شاكلتون: «كانت آثار الضغط من حولنا خطيرة. ارتفعت كتل الجليد القوية ببطء حتى قفزت مثل نوى الكرز بين الإبهام والأصابع، وإذا علقت السفينة لمرة واحدة بين هذه الكتل الجليدية، فسينتهي مصيرها». مر هذا الخطر، وساد الهدوء الأسابيع التالية. خلال فترة الهدوء النسبي هذه، جنحت السفينة إلى المنطقة التي ذكر الكابتن بنجامين موريل قبطان المركب الشراعي «واسب» عام 1823 أنه رأى خطًا ساحليًا عندها وحدده بأنه نيو ساوث غرينلاند، ولم تكن هناك أي علامة تدل على وجود تلك الأرض، وخلص شاكلتون إلى أن موريل قد خُدع بوجود جبال جليدية كبيرة.
في 30 سبتمبر، تعرضت السفينة لما وصفه شاكلتون بأنه «أسوأ عاصفة شهدناها»، ووصف ورسلي العاصفة بأنها «كانت تحركنا جيئة وذهابًا مثل الريشة عشرات المرات». وفي 24 أكتوبر، أُجبرت ميمنة السفينة على الميل على طافية جليدية كبيرة، مما زاد الضغط حتى بدأ الهيكل في الانحناء والتشقق حيث بدأ الماء يتسرب من أسفل الجليد إلى السفينة. وعندما انكسرت الأخشاب، أطلقت ضوضاء وصفها البحارة فيما بعد بأنها تشبه «صوت الألعاب النارية الثقيلة وتفجير البنادق». نُقلت الإمدادات وثلاثة قوارب نجاة إلى الجليد، بينما حاول الطاقم دعم بدن السفينة وتفريغ المياه من باطنها. ومع ذلك، بعد بضعة أيام، في 27 أكتوبر 1915، وفي درجات حرارة تجمد أقل من -15 درجة فهرنهايت (-26 درجة مئوية)، أصدر شاكلتون أمره بالتخلي عن السفينة. وكان موقع السفينة عندما قرروا التخلي عنها 69-05 درجة جنوبًا و51-30 درجة غربًا. وظل الحطام طافيًا وخلال الأسابيع التالية تمكن الطاقم من إنقاذ المزيد من الإمدادات والمواد، بما في ذلك صور هيرلي والكاميرات التي خلفها وراءه في البداية. ومن بين حوالي 550 لوحة، اختار هيرلي أفضل 150 لوحة وهو الحد الأقصى الذي يمكن حمله وحطم الباقي.

#### التخييم على الجليد

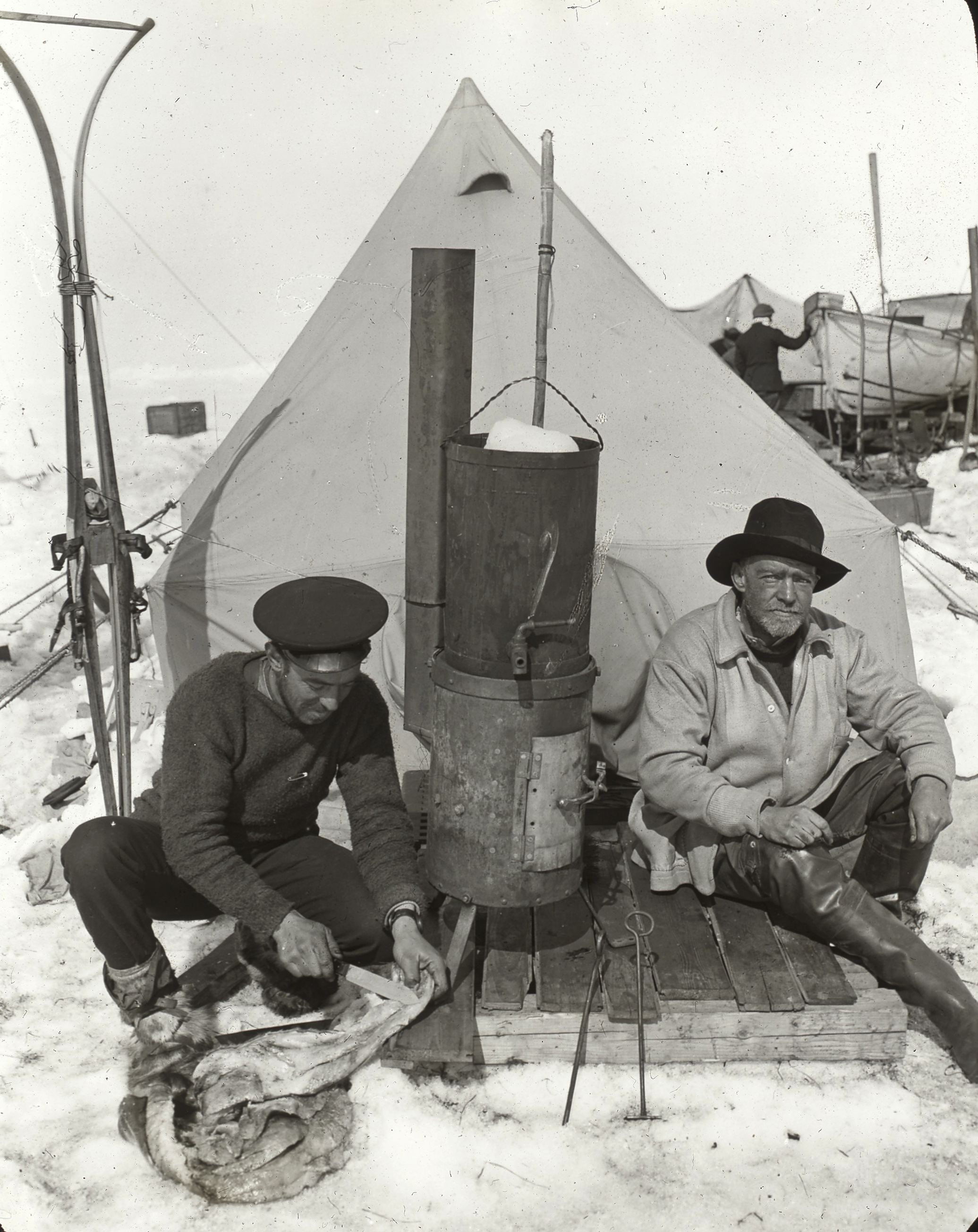
هيرلي وشاكلتون

مع فقدان سفينة إنديورانس، تخلى الفريق عن خطط عبور القارة، وتحول التركيز كلية إلى البقاء على قيد الحياة. كانت نية شاكلتون الآن هي السير بالطاقم غربًا إلى وجهة أو عدة وجهات أخرى محتملة. وكانت فكرته الأولى هي جزيرة بوليت، حيث كان يعرف أن هناك كوخًا يحتوي على مستودع طعام كبير؛ لأنه كان قد أمر ببنائه منذ 12 عامًا أثناء تنظيم الإغاثة لبعثة أوتو نوردنسكولد السويدية التي تقطعت بها السبل هناك. وكانت الاحتمالات الأخرى هي جزيرة سنو هيل، التي كانت مأوى شتويَّا في نوردنسكولد حيث كان يعتقد أنها تحتوي على مخزون من إمدادات الطوارئ، أو جزيرة روبرتسون. اعتقد شاكلتون أنه من إحدى هذه الجزر سيتمكنون من الوصول وعبور جراهام لاند والوصول إلى مواقع صيد الحيتان في خليج فيلهيلمينا. وحسب أنه في اليوم الذي تخلوا فيه عن سفينة إنديورانس كانوا على بعد 346 ميلاً (557 كم) من جزيرة بوليت. وحسب ورسلي المسافة إلى جزيرة سنوهيل ووجد أنها كانت 312 ميلًا (500 كم)، بالإضافة إلى 120 ميلًا أخرى (190 كم) إلى خليج فيلهلمينا، وكان يعتقد أن المسيرة محفوفة بالمخاطر وأنه يجب أن ينتظروا حتى يحملهم الجليد إلى مياه مفتوحة ثم يهربوا بالقوارب. ولكنَّ شاكلتون رفض رأيه.
وقبل أن يبدأ السير، أمر شاكلتون بإطلاق النار على أضعف الحيوانات، بما في ذلك قطة النجار هنري مكنيش، السيدة تشيبي، والجرو الذي أصبح الحيوان الأليف للجراح ماكلين. انطلق الرفاق في 30 أكتوبر 1915، مع اثنين من قوارب نجاة السفينة محمولين على زلاجات. وسرعان ما ظهرت المشاكل مع تدهور حالة الجليد البحري من حولهم. وحسبما ذكر هيرلي، أصبح السطح «متاهة من المرتفعات الجليدية والتلال» حيث بالكاد كان يوجد مساحة مستوية ناعمة. وفي غضون ثلاثة أيام، بالكاد تمكن الفريق من السفر لمسافة ميلين (3.2 كم). وفي 1 نوفمبر، تخلى شاكلتون عن السير وأقاموا معسكرًا في انتظار انكسار الجليد. وأطلقوا اسم «معسكر المحيط» على الطافية الجليدية المسطحة والصلبة التي انتهت عليها مسيرتهم المُجهضَة واستقروا منتظرين. ظل الفريقان يعودان إلى حطام سفينة إنديورانس الذي كان لا يزال ينجرف مع الجليد لمسافة قصيرة من المعسكر. واستعادوا المزيد من الإمدادات المتروكة حتى 21 نوفمبر حيث انزلقت السفينة أخيرًا تحت الجليد.

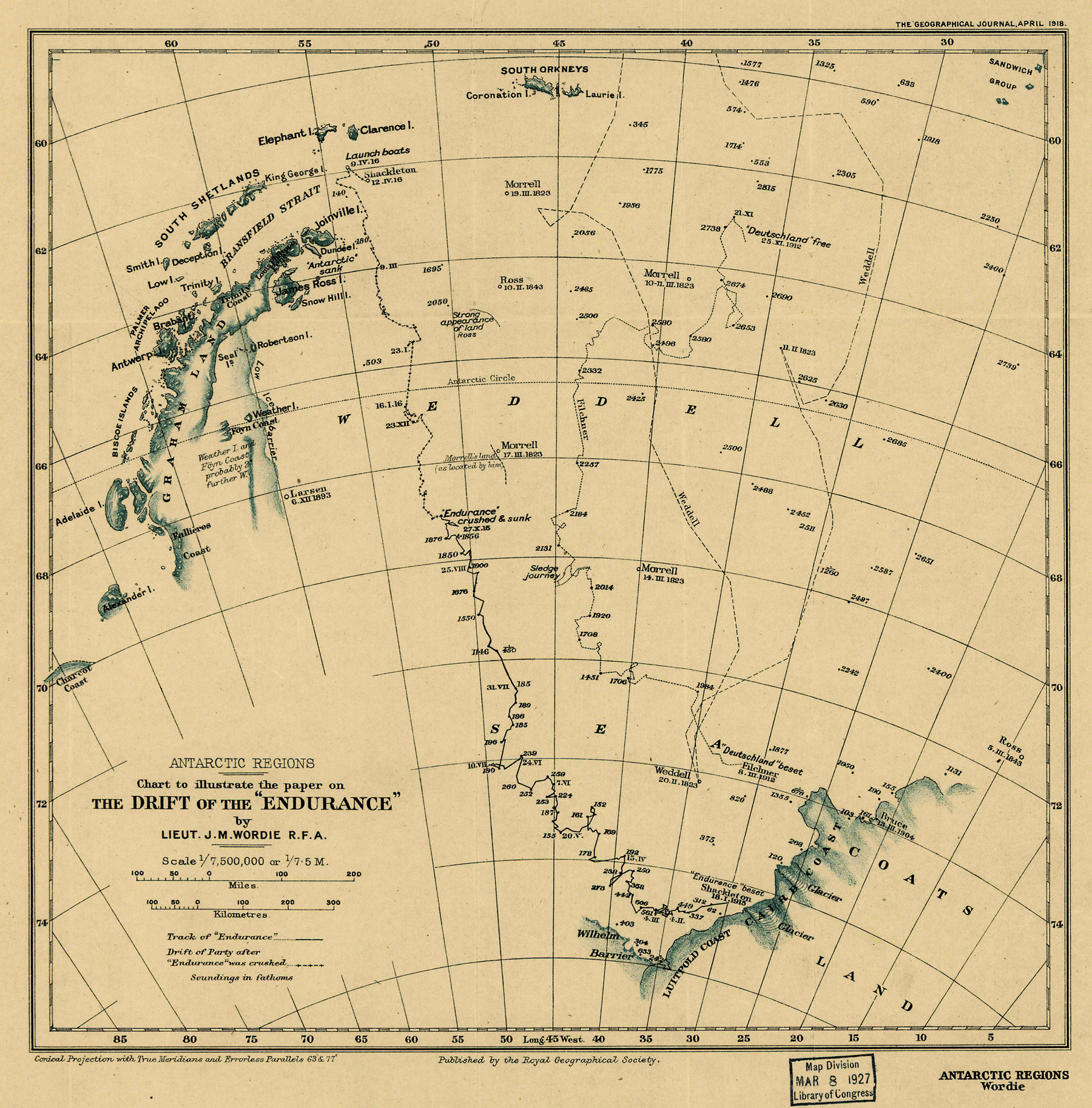
مسار انجراف سفينة إنديورانس واللجوء إلى جزيرة إليفانت

لم يكن الجليد ينجرف بالسرعة الكافية ليكون ملحوظًا، على أن السرعة وصلت بحلول أواخر نوفمبر إلى سبعة أميال (11 كم) في اليوم. وبحلول 5 ديسمبر، تجاوزوا 68 درجة جنوبًا لكن الاتجاه كان يتحول قليلاً نحو الشمال الشرقي. وكان هذا يأخذ الفريق العابر للقارة إلى موقع يصعب الوصول منه إلى جزيرة سنوهيل على الرغم من أن جزيرة بوليت الواقعة شمالًا كانت لا تزال وجهة محتملة. كانت جزيرة بوليت على بعد حوالي 250 ميلًا (400 كم)، وكان شاكلتون حريصًا على تقليل مسافة رحلة قارب النجاة اللازمة للوصول إلى الجزيرة. لذلك أعلن في 21 ديسمبر عن مسيرة ثانية تبدأ في 23 ديسمبر.
ومع ذلك، لم تتحسن الظروف منذ المحاولة السابقة. وارتفعت درجات الحرارة وكان الجو دافئًا على نحو لا يبعث على الطمأنينة حيث غاص الرجال لركبهم في الثلج الناعم بينما كانوا يكافحون لسحب القوارب عبر الجليد المنضغط. وفي 27 ديسمبر، تمرد مكنيش ورفض العمل، بحجة أن قانون الأميرالية قد انقضى منذ غرق سفينة إنديورانس وأنه لم يعد يخضع للأوامر. أدى اعتراض شاكلتون القوي أخيرًا إلى تراجع النجار لكن هذه الحادثة لم تُنس أبدًا. وبعد يومين، مع إحراز تقدم بلغ سبعة أميال ونصف (12.1 كم) فقط في سبعة أيام عصيبة، دعا شاكلتون إلى التوقف ملاحظًا ما يلي: «سوف يستغرق الأمر منا أكثر من ثلاثمائة يوم للوصول إلى الأرض». نصب أفراد الطاقم الخيام واستقروا فيما أسماه شاكلتون «معسكر الانتظار»، والذي سيكون بمثابة مأوى لهم لأكثر من ثلاثة أشهر.
كانت الإمدادات تنفد في هذا التوقيت، أُرسل هيرلي وماكلين إلى معسكر المحيط لاستعادة الطعام الذي تركوه هناك لتخفيف عبء فرق التزلج. وفي 2 فبراير 1916، أعاد شاكلتون فريقًا أكبر لاستعادة قارب النجاة الثالث، أصبح نقص الغذاء حادًا مع مرور الأسابيع، وأصبحت لحوم الفقمة، التي أضافت تنوعًا إلى نظامهم الغذائي، عنصرًا أساسيًا حيث حاول شاكلتون الحفاظ على الحصص المعبأة المتبقية، وفي يناير، أُطلقت النار على جميع الكلاب باستثناء فريقين (واللذين انخفض عددهما الإجمالي بسبب الحوادث والمرض في الأشهر السابقة) بناءً على أوامر شاكلتون لأن احتياجات الكلاب من لحم الفقمة كانت مفرطة، وأُطلقت النار على الفريقين الأخيرين في 2 أبريل، وفي ذلك الوقت كانت لحومهما إضافة مرحبًا بها إلى حصص الطعام. وأثناء ذلك أصبح معدل الانجراف غير منتظم. وبعد الاحتجاز عند حوالي 67 درجة لعدة أسابيع، في نهاية يناير كانت هناك سلسلة من التحركات السريعة باتجاه الشمال الشرقي والتي جلبت، بحلول 17 مارس، معسكر الانتظار إلى خط عرض جزيرة بوليت ولكن على مسافة 60 ميلًا (97 كم) إلى الشرق. سجل شاكلتون قائلًا: «ربما كانت ستمائة ميل لكل الفرص التي أتيحت لنا للوصول إليها عبر الجليد البحري المكسور».
لاحت الأرض للفريق في الأفق بشكل أو بآخر. وبقيت قمة جبل هادينجتون في جزيرة جيمس روس على مرمى البصر بينما انجرف الفريق ببطء. لقد كانت المسافة بعيدة جدًا في الشمال بحيث يتعذر الوصول إلى سنوهيل أو جزيرة بوليت، وقد ثبتت آمال شاكلتون الكبيرة الآن على جزيرتين صغيرتين متبقيتين في الطرف الشمالي من جراهام لاند، وهما جزيرة كلارنس وجزيرة إليفانت، على بعد حوالي 100 ميل (160 كـم) شمال موقعهم في 25 مارس. ثم قرر أن جزيرة ديسبشن قد تكون وجهة مستهدفة أفضل، وهي تقع بعيدًا إلى الغرب باتجاه جزر جنوب شيتلاند، لكن شاكلتون اعتقد أنه يمكن تحقيق ذلك عن طريق التنقل بين الجزر. وكانت تتميز بأن صيادي الحيتان كانوا قد زاروها في بعض الأحيان وربما تحتوي على مؤن، في حين أن جزيرة كلارينس وجزيرة إليفانت كانتا مقفرتين ولم يزرهما أحد، ويتطلب الوصول إلى أي من هذه الوجهات رحلة محفوفة بالمخاطر في قوارب النجاة بمجرد تحطم الطافية الجليدية التي كانوا ينجرفون عليها في النهاية. وفي وقت سابق، سُميت قوارب النجاة على اسم الرعاة الماليين الثلاثة الرئيسيين للبعثة: جيمس كايرد ودودلي دوكر وستانكومب ويلز.

#### رحلة قارب النجاة إلى جزيرة إليفانت

المسارات مأخوذة منذ محاصرة سفينة إنديورانس وحتى الإنقاذ النهائي للفريق

تلقى الفريق إنذارًا بإنهاء معسكر الانتظار مساء يوم 8 أبريل عندما انقسمت الطافية الجليدية فجأة. ووجد المعسكر نفسه على مجموعة صغيرة من الجليد على شكل مثلث. وتفكك هذا الجليد قد يعني كارثة، لذلك أعد شاكلتون قوارب النجاة للرحيل القسري للفريق. وقرر أن يحاولوا، قدر المستطاع، الوصول إلى جزيرة ديسبشن البعيدة حيث أُقيمت كنيسة خشبية صغيرة لمصلحة صيادي الحيتان. وقد توفر هذه الجزيرة مصدرًا للأخشاب تمكنهم من بناء قارب صالح للإبحار.
في الساعة الواحدة ظهرًا يوم 9 أبريل، أُطلِق قارب دودلي دوكر، وبعد ساعة كانت القوارب الثلاثة قد ابتعدت. تولى شاكلتون بنفسه قيادة قارب جيمس كايرد، وتولى ورسلي قيادة قارب دودلي دوكر، وكان الضابط البحري هوبرت هدسون مسؤولًا اسميًا عن القارب ستانكومب ويلز على الرغم من حالته العقلية غير المستقرة في حين كان القبطان الفعلي هو توم كرين.
وكانت القوارب محاطة بالجليد وتعتمد على فتحات المياه، وكان التقدم محفوفًا بالمخاطر وغير منتظم. وفي كثير من الأحيان كانت القوارب تُربط في طافيات جليدية أو تُجر فوقها في حين يخيم الرجال وينتظرون تحسن الأحوال، كان شاكلتون يتردد مرة أخرى بين العديد من الوجهات المحتملة، وفي 12 أبريل، رفض خيارات الجزر المختلفة وعزم على التوجه إلى خليج هوب عند طرف جراهام لاند، ومع ذلك، فإن حالة القوارب وانخفاض درجات حرارة في بعض الأحيان حتى وصلت إلى -20 درجة فهرنهايت (-29 درجة مئوية) وقلة الطعام والغطس المستمر في مياه البحر الجليدية كانت جميعها ترهق الرجال جسديًا وعقليًا. لذلك قرر شاكلتون أن جزيرة إليفانت، أقرب الملاجئ المحتملة، أصبحت الآن أكثر خَيارٍ عمليٍّ.
في 14 أبريل، كانت القوارب تنطلق قبالة الساحل الجنوبي الشرقي لجزيرة إليفانت لكنها لم تتمكن من النزول؛ لأن الشاطئ كان يتكون من منحدرات عمودية وأنهار جليدية. وفي اليوم التالي، قام جيمس كايرد بالدوران حول النقطة الشرقية للجزيرة للوصول إلى شاطئ لي الشمالي واكتشف شاطئًا ضيقًا من الحصى الساحلية. وبعد ذلك بوقت قصير، التأم شمل القوارب الثلاثة، التي انفصل بعضها عن بعض أثناء الليلة السابقة، في مكان الإنزال هذا. وكان من الواضح من علامات المد والجزر أن هذا الشاطئ لن يكون بمثابة معسكر طويل الأجل. لذلك، في اليوم التالي انطلق وايلد والطاقم في قارب ستانكومب ويلز لاستكشاف الساحل بحثًا عن موقع أكثر أمانًا، وعادوا بأخبار عن وجود رقعة طويلة من الأرض بطول سبعة أميال (11 كم) إلى الغرب، ودون أي تأخير، عاد الرجال إلى القوارب وانتقلوا إلى هذا الموقع الجديد الذي أطلقوا عليه فيما بعد اسم كيب وايلد.

#### رحلة جيمس كايرد
كانت جزيرة إليفانت نائية وغير مأهولة ونادرًا ما يزورها صيادو الحيتان أو أي سفن أخرى. وإذا كان الفريق سيعود إلى الحياة المدينية مرة أخرى، فسيكون من الضروري طلب المساعدة. وكانت الطريقة الواقعية الوحيدة للقيام بذلك هي تهيئة أحد قوارب النجاة للقيام برحلة بطول 800 ميل (1300 كم) عبر المحيط الجنوبي إلى جورجيا الجنوبية. وقد تخلى شاكلتون عن أفكاره باصطحاب الفريق في رحلة أقل خطورة إلى جزيرة ديسيبشن، بسبب الحالة الجسدية السيئة للعديد من أعضاء الفريق. كان ميناء ستانلي في جزر فوكلاند أقرب من جورجيا الجنوبية ولكن لا يمكن الوصول إليه؛ لأن هذا سيتطلب الإبحار ضد الرياح الشديدة المُهيمنة.
اختار شاكلتون فريق القارب كالآتي: هو وورسلي وكرين وماكنيش، والبحاران جون فنسنت وتيموثي مكارثي، وبناءً على تعليمات شاكلتون، شرع ماكنيش على الفور في تهيئة جيمس كايرد، وتوفير الأدوات والمواد. كان من المقرر ترك وايلد مسؤولاً عن فريق جزيرة إليفانت، مع إصدار تعليمات للتوجه إلى جزيرة ديسيبشن في الربيع التالي في حالة عدم عودة شاكلتون. أخذ شاكلتون إمدادات تكفي لمدة أربعة أسابيع فقط معتبرًا أنه إذا لم يصل إلى الأرض خلال ذلك الوقت فسيفقد القارب.
انطلق قارب جيمس كيرد البالغ طوله 22.5 قدم (6.9 م) في 24 أبريل 1916. وكان نجاح الرحلة يعتمد على دقة ملاحة ورسلي باستخدام عمليات الرصد التي يجب الأخذ بها في أكثر الظروف غير المواتية، وكان الفريق يأمل أن تكون الرياح السائدة شمالية غربية، لكن ظروف البحر العاتية أغرقت كل شيء بسرعة في المياه الجليدية، وسرعان ما استقر الجليد بكثافة على القارب مما جعل ركوبه متعذَّرًا، وفي 5 مايو، كادت عاصفة شمالية غربية أن تتسبب في تدمير القارب حيث واجه ما وصفه شاكلتون بأنه أكبر موجات رآها منذ 26 عامًا في البحر. وفي 8 مايو، شاهد الفريق جورجيا الجنوبية بعد معركة استمرت 14 يومًا مع الظروف القاهرة التي جعلت فريق القارب يبذل أقصى جهده. وبعد مرور يومين وبعد صراع طويل مع البحار الشديدة والرياح العاتية في جنوب الجزيرة، شق الفريق طريقه نحو شاطئ خليج الملك هاكون.

#### عبور جورجيا الجنوبية

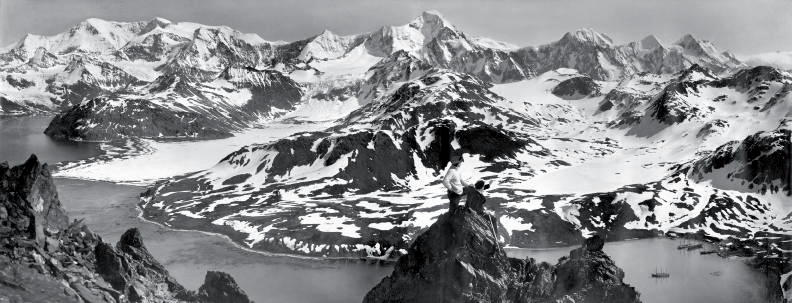
الجزء الداخلي من جورجيا الجنوبية من تصوير فرانك هيرلي

أعقب وصول جيمس كايرد إلى خليج الملك هاكون فترة راحة واستجمام، في حين كان شاكلتون يفكر في الخطوة التالية. كانت محطات صيد الحيتان المأهولة بالسكان في جورجيا الجنوبية تقع على الساحل الشمالي، والوصول إليها قد يعني إما القيام برحلة أخرى بقارب حول الجزيرة أو العبور البري عبر المناطق الداخلية غير المستكشفة. كانت حالة قارب جيمس كايرد والحالة الجسمانية للفريق، وخصوصًا فنسنت ومكنيش، تعني أن العبور هو الخيار المنطقي الوحيد.
وبعد خمسة أيام، أخذ الفريق القارب لمسافة قصيرة باتجاه الشرق نحو رأس خليج عميق ليكون بمثابة نقطة الانطلاق للعبور. كان شاكلتون وورسلي وكرين يقومون بالرحلة البرية بينما بقي الآخرون فيما أطلقوا عليه اسم معسكر بيغوتي؛ ليجري التقاطهم لاحقًا بعد الحصول على المساعدة من محطات صيد الحيتان. وفي يوم 18 مايو قامت عاصفة كبيرة أخَّرت بداية انطلاقهم، وبحلول الساعة الثانية من صباح اليوم التالي، كان الطقس صافيًا وهادئًا. وبعد ساعة، انطلق فريق العبور.
وكانت وجهة الفريق محطة صيد الحيتان في سترومنيس، والتي كانت آخر ميناء للاتصال بسفينة إنديورانس في رحلتهم الخارجية. وكانت تقع على بعد حوالي 26 ميلًا (40 كم) عبر حافة سلسلة جبال ألارديس، وكان الفريق على علم بوجود محطة صيد حيتان أخرى في ميناء الأمير أولاف على بعد ستة أميال (10 كم) فقط شمال معسكر بيغوتي على تضاريس أسهل، ولكن على حد علم الفريق لم يكن يسكنها أحد إلا خلال أشهر الصيف. ولم يكن شاكلتون ورجاله على علم بأنه خلال غيابهم لمدة عامين في القارة القطبية الجنوبية، بدأ مالكو المحطة عملياتهم على مدار العام.
وبدون خريطة، كان الطريق الذي اختاره الفريق تخمينيًا إلى حد كبير. وبحلول الفجر، صعدوا إلى ارتفاع 3,000 قدم (910 م) وتمكنوا من رؤية الساحل الشمالي. كانوا فوق خليج بوسيشن، مما يعني أنهم سيضطرون إلى التحرك شرقًا للوصول إلى سترومنيس، وكان هذا يعني أول تراجع من بين عدة تراجعات من شأنها إطالة أمد الرحلة وإحباط الرجال، وفي ختام ذلك اليوم الأول، عندما اضطروا إلى النزول إلى الوادي الذي يقع تحتهم قبل حلول الظلام، خاطروا بكل شيء من خلال الانزلاق على سفح الجبل على زلاجة حبال مؤقتة، وسافروا دون راحة على ضوء القمر متحركين صعودًا نحو فجوة في سلسلة الجبال الضخمة التالية.
وفي وقت مبكر من صباح اليوم التالي 20 مايو، عند رؤية مرفأ هوسفيك تحتهم، علم الفريق أنه يسير على الطريق الصحيح، وفي الساعة السابعة صباحًا، سمعوا صوت صفارة بخار من سترومنيس، «كان هذا هو أول صوت تصدره وكالة بشرية خارجية ويصل إلى آذاننا منذ مغادرتنا خليج سترومنيس في ديسمبر 1914»، وبعد نزول صعب تضمن المرور عبر شلال متجمد، وصلوا أخيرًا إلى بر الأمان. كتب شاكلتون بعد ذلك قائلًا: «ليس لدي شك في أنَّ العناية الإلهية وجَّهتنا ... أعلم أنه خلال تلك المسيرة الطويلة والمضنية التي استمرت 36 ساعة فوق الجبال والأنهار الجليدية غير المسماة، بدا لي في كثير من الأحيان أننا كنا أربعة وليس ثلاثة». تكررت هذه الصورة للمسافر الرابع في روايات ورسلي وكرين وأثَّرت لاحقًا بالشاعر ت. س. إليوت في كتابة قصيدته أرض الضياع.

#### مهمة الإنقاذ

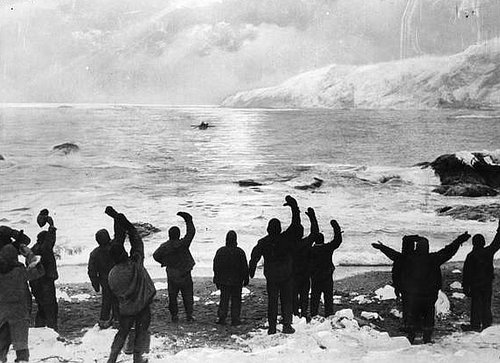
مغادرة قارب جيمس كايرد

كانت مهمة شاكلتون الأولى عند وصوله إلى محطة سترومنيس هي الترتيب لإنقاذ رفاقه الثلاثة في معسكر بيغوتي، أُرسل صائد حيتان حول الساحل، وكان ورسلي على متن القارب لكشف الطريق، وبحلول مساء يوم 21 مايو، كان جميع أفراد فريق جيمس كايرد الستة بأمان.
استغرق الأمر أربع محاولات قبل أن يتمكن شاكلتون من العودة إلى جزيرة إليفانت لإنقاذ الفريق الذي تقطعت به السبل هناك. وغادر جورجيا الجنوبية لأول مرة بعد ثلاثة أيام فقط من وصوله إلى سترومنيس وذلك بعد تأمين استخدام سفينة صيد للحيتان كبيرة، وهي السفينة البريطانية ساوثرن سكاي التي توقفت في ميناء هوسفيك. جمع شاكلتون طاقمًا متطوعًا وجعله جاهزًا للإبحار بحلول صباح يوم 22 مايو، وعندما اقتربت السفينة من جزيرة إليفانت، رأوا أن حاجزًا لا يمكن اختراقه من حزم الجليد قد تشكل وذلك على بعد حوالي 70 ميلًا (110 كم) من وجهتهم، ولأن السفينة البريطانية ساوثرن سكاي لم تُبنَ لكسر الجليد فتراجع إلى ميناء ستانلي في جزر فوكلاند.

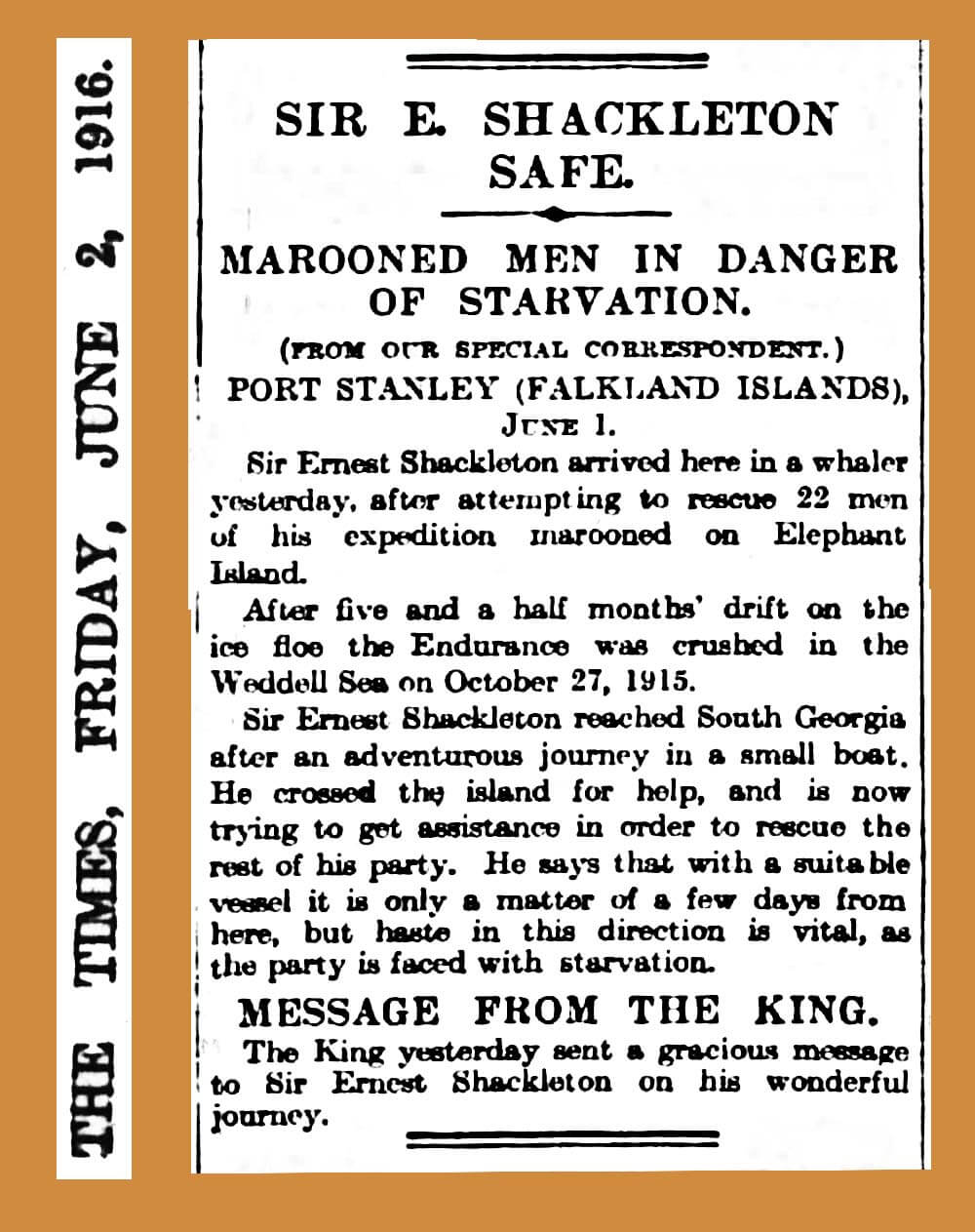
أُعلن عن عودة شاكلتون الآمنة في 2 يونيو 1916 في صحيفة التايمز (كما هو موضح بالصورة) ومانشستر غارديان (مقال كامل) بعد تقرير شاكلتون من جزر فوكلاند بعد حوالي 12 يوما من وصوله إلى محطة سترومنس.

وعند وصوله إلى ميناء ستانلي، أبلغ شاكلتون لندن عن طريق برقية بمكان وجوده وطلب إرسال سفينة مناسبة جنوبًا لعملية الإنقاذ. وأبلغته الأميرالية أنه لن يُتاح شيء قبل شهر أكتوبر، وهو موعد بعيد للغاية من وجهة نظره. بعد ذلك، وبمساعدة الوزير البريطاني في مونتيفيديو، حصل شاكلتون من حكومة الأوروغواي على قرض لتوفير سفينة ترولة هائلة «انستيتيوت دو بيسكا 1»، والتي بدأت في الانطلاق جنوبًا في 10 يونيو. ومرة أخرى أحبطهم الغطاء الجليدي. وبحثًا عن سفينة أخرى، سافر شاكلتون ورسلي وكرين إلى بونتا أريناس، حيث التقوا بآلان ماكدونالد، المالك البريطاني للمركبة إيما، وجهز ماكدونالد هذه السفينة لمحاولة إنقاذ أخرى، وغادرت سفينة ماكدونالد في 12 يوليو، ولكن تحققت نفس النتيجة السلبية حيث هزمهم الغطاء الجليدي مرة أخرى. وأطلق شاكلتون لاحقًا اسم ماكدونالد على نهر جليدي في جرف برنت الجليدي في بحر ودل. وبعد ظهور مشاكل في تحديد هذا النهر الجليدي، أُعيد تسمية مرتفع جليدي قريب باسم ماكدونالد آيس رامبلز.
كان التوقيت منتصف أغسطس، أي مضى أكثر من ثلاثة أشهر على مغادرة شاكلتون جزيرة إليفانت. توسل شاكلتون إلى الحكومة التشيلية لإقراضه قاطرة يلشو، وهي قاطرة بخارية صغيرة ساعدت إيما خلال المحاولة السابقة. وافقت الحكومة التشيلية في 25 أغسطس وانطلقت القاطرة يلشو إلى جزيرة إليفانت بقيادة لويس باردو، وهذه المرة كما سجل شاكلتون، كانت العناية الإلهية ترعاهم. وكانت البحار مفتوحة وتمكنت السفينة من الاقتراب من الجزيرة وسط ضباب كثيف، وفي الساعة 11:40 صباح يوم 30 أغسطس، زال الضباب وحُدد موقع المعسكر، وفي غضون ساعة، كان جميع أعضاء فريق جزيرة إليفانت على متنها بأمان متجهين إلى بونتا أريناس.

#### على جزيرة إليفانت

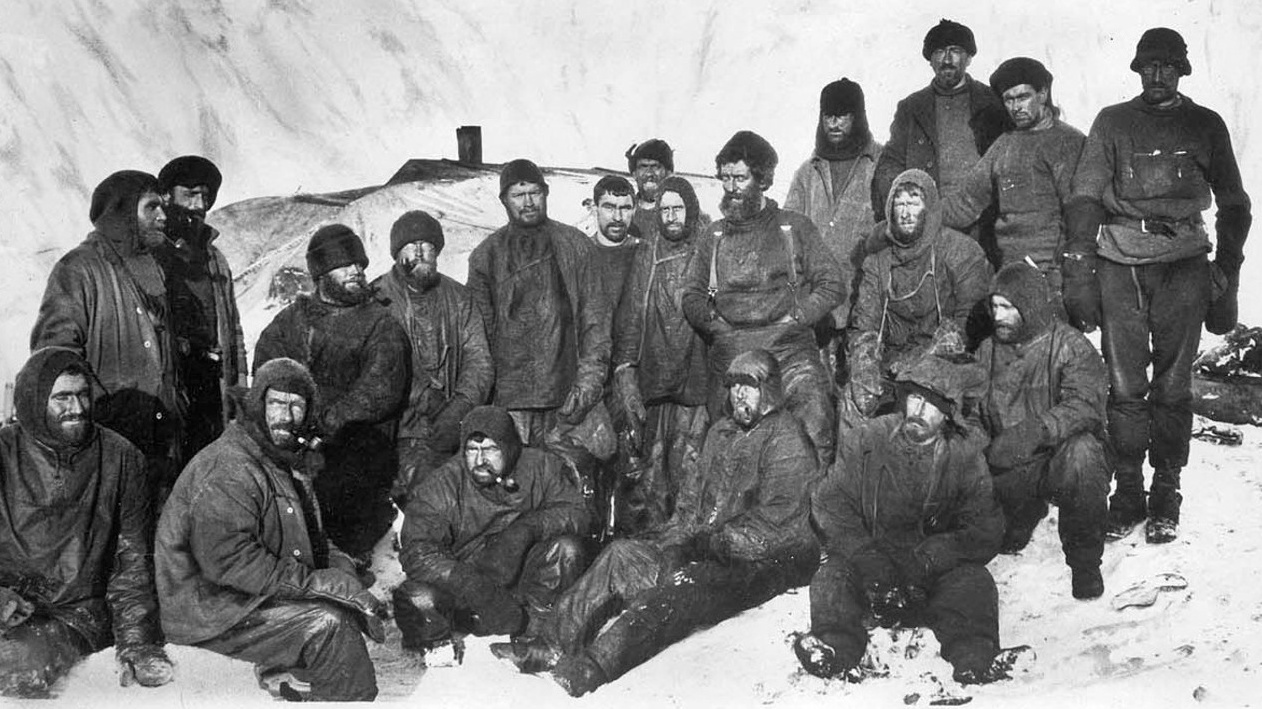
فريق جزيرة إليفانت. تصوير هيرلي. غير واضح: بلاكبورو. الصف الخلفي: جرينستريت وماكلروي ومارستون ووردى وجيمس وهولنس وهدسون وستيفنسون وماكلويد وكلارك وأوردي ليس وكير وماكلين. الصف الأمامي: جرين ووايلد وهاو وشيثام وهوسي وريكنسون وباكويل

بعد أن غادر شاكلتون مع قارب جيمس كايرد، تولى وايلد قيادة فريق جزيرة إليفانت وكان بعضهم في حالة متدنية جسديًا أو عقليًا: فقد عانى لويس ريكنسون من الاشتباه بنوبة قلبية؛ ولم يكن بيرس بلاكبورو قادرًا على المشي؛ بسبب تعرض قدمه لقضمة الصقيع، وكان هوبير هدسون مكتئبًا. كانت الأولوية بالنسبة للفريق هي المأوى الدائم من الشتاء الجنوبي الذي يقترب بسرعة. وبناءً على اقتراح مارستون وليونيل غرينستريت، شُيد الكوخ الملقب باسم «سنجري» عن طريق قلب القاربين ووضعهما على جدران حجرية منخفضة لتوفير ارتفاع بطول حوالي خمسة أقدام (1.5 متر). وباستخدام القماش والمواد الأخرى، جرى تحويل الهيكل إلى مأوى بدائي لكنه فعال.
وقدر وايلد في البداية أنه سيتعين عليهم الانتظار لمدة شهر لإنقاذهم ورفض السماح بتخزين لحم الفقمة والبطريق لأجل طويل لأن هذا، في رأيه، كان توجهًا انهزاميًا، أدت هذه السياسة إلى خلافات حادة مع أوردي ليس، صاحب المتجر، الذي لم يكن رجلاً مشهورًا ويبدو أن وجوده لم يفعل شيئًا يذكر لتحسين معنويات رفاقه، إلا إذا كان ذلك بسبب نكاتهم.
ومع مرور الأسابيع إلى ما بعد توقعاته الأولية المتفائلة، وضع وايلد إجراءات وأنشطة للتخفيف من الملل وحافظ عليها، وحافظت المجموعة على المراقبة الدائمة لوصول سفينة الإنقاذ وجرى إعداد جداول خدمة للطهي والتدبير المنزلي وكانت هناك رحلات صيد للفقمة والبطريق، وأقيمت الحفلات الموسيقية أيام السبت، ولكن كان هناك شعور متزايد باليأس مع مرور الوقت دون أي علامة على الإنقاذ. أصيبت أصابع القدم اليسرى لبلاكبورو بالغرغرينا من جراء قضمة الصقيع، وفي 15 يونيو، اضطر الجراحان ماكلين وماكلروي إلى بترها في الكوخ المضاء بالشموع. ومع استخدام آخر كمية من سائل الكلوروفورم في المستلزمات الطبية، استغرقت العملية بأكملها 55 دقيقة، وتكللت بالنجاح التام.
بحلول 23 أغسطس، بدا أن سياسة وايلد الخاصة بعدم التخزين قد فشلت. وكان البحر المحيط كثيفًا مع وجود الجليد الغطائي الذي من شأنه إيقاف أي سفينة إنقاذ، وكانت الإمدادات الغذائية تنفد ولا توجد طيور بطريق قادمة إلى الشاطئ. كتب أوردي ليس قائلًا: «يجب أن نأكل من يموت أولًا، لقد قلنا الكثير من الكلمات الحقيقية في شكل دعابة». تحولت أفكار وايلد الآن بجدية إلى إمكانية القيام برحلة على متن قارب إلى جزيرة ديسيبشن وكان يخطط للانطلاق في 5 أكتوبر على أمل مقابلة سفينة لصيد الحيتان، وانتهت المحنة فجأة في 30 أغسطس 1916 بظهور شاكلتون والقاطرة يلشو.

### فريق بحر روس

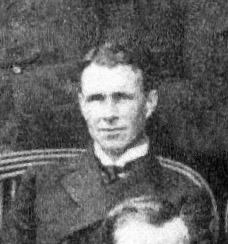
إينيس ماكنتوش، قائد فريق بحر روس

غادرت سفينة أورورا مدينة هوبارت في 24 ديسمبر 1914 بعد أن تأخرت في أستراليا بسبب مشاكل مالية وتنظيمية، وكان الوصول إلى ماكموردو ساوند في 15 يناير 1915 في وقت لاحق من الموسم بعد الموعد المخطط له، إلا أن قائد الفريق، إينيس ماكنتوش، وضع خططًا فورية للقيام برحلة لإعداد مستودع على جرف روس الجليدي حيث أدرك أن شاكلتون كان يأمل في محاولة العبور خلال ذلك الموسم الأول. لم يتأقلم الرجال ولا الكلاب وكان الفريق بأكمله قليل الخبرة في ظروف الجليد، أسفرت الرحلة الأولى على الجليد عن فقدان عشرة من كلاب الفريق البالغ عددها 18 كلبًا، وتعرض فريق مهمة تسهيل الإنزال على الشاطئ لقضم الصقيع وتثبيط المعنويات بوجه عام، وكان المستودع الوحيد غير المكتمل هو الإنجاز الوحيد الذي تمكنوا من تحقيقه.
وفي 7 مايو، جُذبت سفينة أورورا التي كانت راسية في مقر خليج إيفانز الخاص بالفريق من مراسيها خلال عاصفة حيث حملها الجليد الطافي بعيدًا في البحر، وحيث كانت سفينة أورورا غير قادرة على العودة إلى ماكموردو ساوند، فقد ظلت عالقة في الجليد لمدة تسعة أشهر حتى 12 فبراير 1916 بعد أن قطعت مسافة حوالي 1,600 ميل (2,600 كم) حتى وصلت إلى المياه المفتوحة وتوجهت ببطء وصعوبة إلى نيوزيلندا. حملت سفينة أورورا معها الجزء الأكبر من وقود فريق مهمة تسهيل الإنزال على الشاطئ والحصص الغذائية والملابس والمعدات على الرغم من أن حصص الزلاجات الخاصة بالمستودعات كان قد جرى إنزالها على الشاطئ، ولمواصلة مهمته، كان على فريق مهمة تسهيل الإنزال على الشاطئ الذي تقطعت به السبل إعادة تزويد نفسه بالإمدادات والتجهيزات من بقايا الرحلات الاستكشافية السابقة، لا سيما بعثة تيرا نوفا بقيادة سكوت والتي كان مقرها في كيب إيفانز قبل بضع سنوات. وهكذا تمكنوا من بدء تشييد المستودعات للموسم الثاني في الموعد المحدد في سبتمبر 1915.
وفي الأشهر التالية، شيّدت المستودعات المطلوبة على فترات زمنية منتظمة عبر جرف روس الجليدي حتى سفح نهر بيردمور الجليدي، وفي رحلة العودة من الجبل الجليدي تعرض الفريق لهجوم داء الأسقربوط حيث سقط أرنولد سبنسر سميث، قسيس ومصور البعثة، ومات على الجليد. ووصل من تبقى من الفريق إلى مأوى هت بوينت المؤقت، وهو من بقايا بعثة ديسكفري، في الطرف الجنوبي من ماكموردو ساوند، حيث تماثلوا للشفاء ببطء. وفي مايو 1916، قرر ماكنتوش وفيكتور هايوارد السير عبر الجليد البحري غير المستقر إلى كيب إيفانز، وتعرضا لعاصفة ثلجية ولم يرهما أحد مرة أخرى. ووصل الناجون في النهاية إلى كيب إيفانز لكنهم اضطروا بعد ذلك إلى الانتظار لمدة ثمانية أشهر أخرى. وأخيرًا في 10 يناير 1917، وصلت سفينة أورورا، التي جرى إصلاحها وتجديدها وتأخرت مغادرتها من نيوزيلندا بسبب نقص المال، لإعادة نقلهم إلى مدنهم. رافق شاكلتون السفينة كضابط إضافي بعد أن حرمته حكومات نيوزيلندا وأستراليا وبريطانيا العظمى من القيادة حيث تولت التنظيم بشكل مشترك ومولت إغاثة فريق بحر روس.

## العودة إلى حياة المدن وآثار البعثة الاستكشافية
بعد إجراء آخر اتصال مع حياة المدن عام 1914، لم يكن الفريق الذي أُنقذ على دراية بمسار الحرب العظمى، وطغت أخبار وصول شاكلتون سالمًا إلى جزر فوكلاند لفترة وجيزة على أخبار الحرب في الصحف البريطانية في 2 يونيو 1916. وعادت البعثة إلى الوطن بشكل تدريجي في مرحلة حرجة من الحرب دون التكريم المعتاد والاستقبالات المدنية. عندما وصل شاكلتون بنفسه أخيرًا إلى إنجلترا في 29 مايو 1917 وبعد رحلة قصيرة لإلقاء المحاضرات في أمريكا، بالكاد لوحظت عودته.
على الرغم من جهود مكنيش في التحضير والإبحار في رحلة قارب جيمس كيرد، إلا أن عصيانه السابق كان يعني، بناءً على توصية شاكلتون، أنه كان واحدًا من أربعة رجال حرموا من الميدالية القطبية، أما الآخرون الذين فشلت مساهماتهم في تلبية معايير شاكلتون المتوقعة، فهم جون فنسنت وويليام ستيفنسون وإرنست هولنس. عاد معظم أفراد البعثة لتولي الخدمة العسكرية أو البحرية الفعلية على الفور. وقبل انتهاء الحرب، قُتل اثنان، هما تيم مكارثي من رحلة القارب المفتوحة وبحار القطب الجنوبي المخضرم ألفريد شيثام، أثناء القتال. وتوفي إرنست وايلد، شقيق فرانك الأصغر والعضو في فريق بحر روس، بسبب حمى التيفوئيد أثناء خدمته في البحر المتوسط، وأصيب عدد آخر بجروح بالغة وحصل الكثير منهم على أوسمة الشجاعة. وبعد مهمة دعائية في بوينس آيرس، عُين شاكلتون خلال الأسابيع الأخيرة من الحرب في خدمة خاصة في مورمانسك برتبة رائد في الجيش، وظل يشغل هذا المنصب حتى مارس 1919. ونظّم بعد ذلك بعثةً استكشافيةً أخيرةً إلى القطب الجنوبي، وهي بعثة شاكلتون ورويت على السفينة كويست التي غادرت لندن في 17 سبتمبر 1921. وشارك معه من طاقم سفينة إنديورانس وايلد وورسلي وماكلين وماكلروي وهوسي وألكساندر كير وتوماس ماكليود والطاهي تشارلز غرين، والذين أبحروا جميعًا على متن السفينة كويست.
توفي شاكلتون بنوبة قلبية في 5 يناير 1922، بينما كانت سفينة كويست راسية في جنوب جورجيا، وبعد وفاته، جرى التخلي عن البرنامج الأصلي، الذي تضمن استكشاف أرض إندربي، وقاد وايلد رحلة بحرية قصيرة مكنتهم من رؤية جزيرة إليفانت، ورسوا قبالة كيب وايلد وتمكنوا من رؤية المعالم القديمة لكن الأحوال البحرية جعلت من المستحيل عليهم النزول إلى اليابسة.
مر أكثر من أربعين عامًا قبل أول عبور للقارة القطبية الجنوبية، من قبل بعثة الكومنولث عبر القارة القطبية الجنوبية 1955-1958، انطلقت هذه البعثة من خليج فاهسيل واتبعت طريقًا تجنب نهر بيردمور الجليدي تمامًا وتجاوزت الكثير من جرف روس الجليدي ووصلت إلى ماكموردو ساوند من خلال النزول في نهر سكيلتون الجليدي. واستغرقت الرحلة بأكملها 98 يومًا.

## قراءة موسعة
- Lansing، A. (2001). Endurance: Shackleton's Incredible Voyage. London: Weidenfeld & Nicolson. ISBN:9780786706211.
- McKernan، V. (2006). Shackleton's Stowaway. New York: Knopf Books. ISBN:9780375826917.
- Tamiko، المحرر (2001). South with Endurance: Shackleton's Antarctic Expedition. New York: Simon & Schuster. ISBN:9780743222921.
- Worsley، F. A. (1931). Endurance: An epic of Polar adventure. London: P. Allan & Co. OCLC:503849175.
- Worsley، F. A. (1933). Schackleton's Boat Journey. London: P. Allan & Co. OCLC:771921764.

## وصلات خارجية
- مؤلفات حول البعثة الإمبراطورية العابرة للقارة القطبية الجنوبية على وورلد كات